# The Dark Knight
The Dark Knight (conocida en Hispanoamérica como Batman: El caballero de la noche y en España como El caballero oscuro) es una película de superhéroes de 2008 dirigida por Christopher Nolan a partir de un guion coescrito con su hermano Jonathan. Basada en el superhéroe Batman de DC Comics, es la secuela de Batman Begins (2005) y la segunda entrega de la trilogía The Dark Knight. La trama sigue al justiciero Batman, el teniente de policía James Gordon y el fiscal de distrito Harvey Dent, quienes forman una alianza para desmantelar el crimen organizado en Gotham City. Sus esfuerzos se ven descarrilados por el Joker, un cerebro anarquista que busca probar hasta dónde llegará Batman para salvar a la ciudad del caos. El reparto incluye a Christian Bale, Michael Caine, Heath Ledger, Gary Oldman, Aaron Eckhart, Maggie Gyllenhaal y Morgan Freeman.
Warner Bros. Pictures priorizó una secuela luego de la exitosa reinvención de la serie de películas de Batman con Batman Begins. Christopher y el coguionista de Batman Begins, David S. Goyer, desarrollaron los elementos de la historia, convirtiendo a Dent en el protagonista central atrapado en la batalla entre Batman y el Joker. Al escribir el guion, los Nolan fueron influenciados por los cómics de Batman y las películas de drama criminal de la década de 1980, y buscaron continuar con el elevado sentido de realismo de Batman Begins. De abril a noviembre de 2007, el rodaje se llevó a cabo con un presupuesto de 185 millones de dólares en Chicago y Hong Kong, y en platós de Inglaterra. The Dark Knight fue la primera película importante filmada con cámaras IMAX de alta resolución. Christopher evitó utilizar imágenes generadas por computadora a menos que fuera necesario, insistiendo en acrobacias prácticas como voltear un camión de 18 ruedas y volar una fábrica.
The Dark Knight fue comercializado con una innovadora campaña viral interactiva que inicialmente se centró en contrarrestar las críticas al casting de Ledger por parte de aquellos que creían que era una mala elección para interpretar al Joker. Ledger murió de una sobredosis accidental de medicamentos recetados en enero de 2008, lo que generó un interés generalizado por parte de la prensa y el público sobre su actuación. Cuando se estrenó en julio, The Dark Knight recibió elogios por su tono y temas maduros, estilo visual y actuaciones, particularmente el de Ledger, quien recibió muchos premios póstumos, incluidos los premios de la Academia, BAFTA y Globo de Oro al Mejor Actor de Reparto. The Dark Knight, la primera película de cómics en recibir importantes premios de la industria. Rompió varios récords de taquilla y se convirtió en la película más taquillera de 2008, la cuarta película más taquillera hasta ese momento y la película de superhéroes más taquillera.
Desde su estreno, The Dark Knight ha sido evaluada como una de las mejores películas de superhéroes de la historia, una de las mejores películas de la década de 2000 y una de las mejores películas jamás realizadas. Se considera el «modelo» de muchas películas modernas de superhéroes, particularmente por su rechazo del estilo típico de una película de cómics en favor de una película policial que presenta personajes de cómics. Muchos cineastas intentaron repetir su éxito emulando su tono áspero y realista con distintos grados de éxito. The Dark Knight ha sido analizado por sus temas de terrorismo y las limitaciones de la moral y la ética. La Biblioteca del Congreso de los Estados Unidos lo seleccionó para su conservación en el Registro Nacional de Películas en 2020. Una secuela, The Dark Knight Rises, concluyó la trilogía The Dark Knight en 2012.

## Argumento

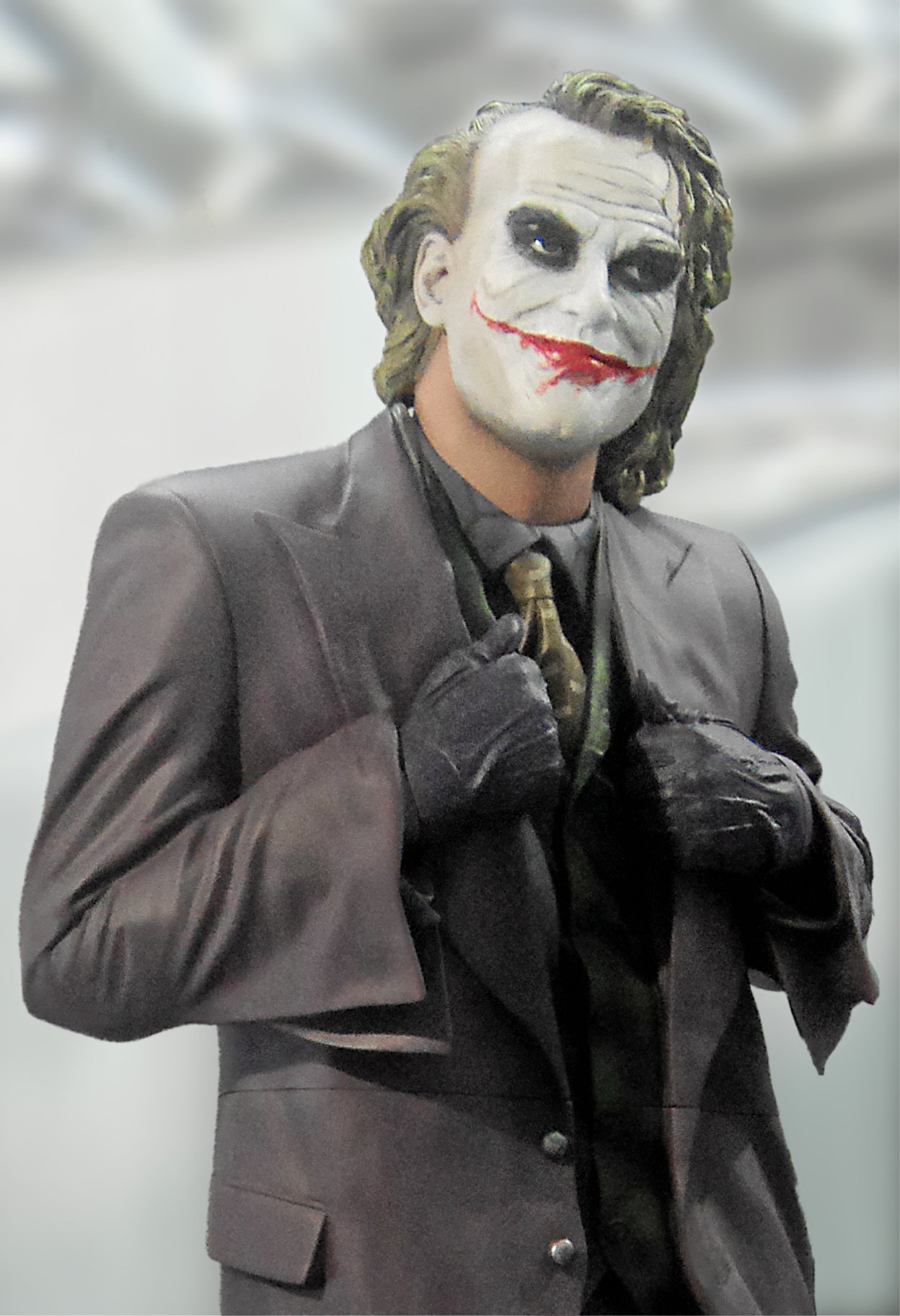
Figura de Heath Ledger como el Joker.

Nueve meses después de los eventos de la primera entrega, una banda de ladrones disfrazados con máscaras de payasos llevan a cabo un violento robo en uno de los bancos de la mafia de Gotham City, pero los asaltantes desconocen que entre ellos se encuentra la persona que los contrató, el Joker (Heath Ledger), quien les había ordenado traicionarse y asesinarse unos a los otros, con la finalidad de repartir entre menos personas el botín. Finalmente, el Joker asesina al último de sus cómplices y escapa en un autobús escolar camuflado en una caravana de autobuses escolares que pasaban por el área casualmente, antes de que llegue la policía de Gotham City al lugar. Al caer la noche, un grupo de imitadores de Batman intenta interrumpir una reunión de traficantes entre el El Espantapájaros (Cillian Murphy) y el líder de la mafia, el "Checheno", cuando de pronto el verdadero Batman (Christian Bale) aparece y causa destrozos de intimidación con el Acróbata y captura a todos los delincuentes como también a Crane, justo cuando este último intentaba escapar de la escena en una furgoneta. Además de ellos, también captura al grupo de imitadores, a los cuales Batman reprende fuertemente y les advierte que no quiere volverlos a ver otra vez en sus asuntos de héroe, ya que según menciona el hombre murciélago, él trabaja solo y no necesita ayuda de nadie más. Sin embargo, en plena confrontación, el Checheno y algunos de sus cómplices consiguen escapar de la escena antes de ser capturados por Batman. Posteriormente Bruce sufre lesiones leves que le conducen a diseñar un traje nuevo que le permita mayor movilidad, rapidez y protección contra perros, con la ayuda de Lucius Fox.
El crimen organizado se ha convertido en el problema más irritante en Gotham City, por lo que Batman y el teniente James Gordon (Gary Oldman) contemplan la posibilidad de incluir al nuevo fiscal de distrito, Harvey Dent (Aaron Eckhart), en su plan para combatir a la mafia, poniendo a Dent como el héroe público que Batman no puede ser, al tiempo que Bruce descubre que Dent es el nuevo novio de Rachel Dawes (Maggie Gyllenhaal). Pese a que Dent está saliendo con Rachel, Bruce Wayne está impresionado con su idealismo y le ofrece lanzar una recaudación de fondos. Mientras, en las Empresas Wayne, Lucius Fox (Morgan Freeman) hace negocios con Lau (Chin Han), un prestigioso empresario chino, pero el enorme éxito de su empresa hace sospechar hasta al mismo Bruce, quien le pide a Fox cancelar el trato de asociación con él, no sin antes revisar los libros contables de su empresa.
Mientras tanto, los líderes mafiosos Salvatore Maroni, Gambol y el Checheno, se reúnen para discutir sobre qué harán con Batman, Gordon y el nuevo fiscal Dent, por lo que mantienen una videoconferencia con el contable chino Lau, quien les informa sobre el reciente robo de dinero perpetrado por el Joker a uno de sus bancos y que a raíz de eso, la policía rastreo dicho dinero, lo que los llevaría a confiscar todo el dinero que guardaban en los otros bancos de la ciudad, pero este se había anticipando al plan de Gordon, quien con Batman había identificado los bancos con billetes marcados, escondiendo todos los fondos de Gordon, Dent y Batman. Al mismo tiempo, Lau se encuentra de camino a Hong Kong, lejos de la jurisdicción de Dent y sabiendo que China no lo va a extraditar por ser residente en dicho país y les asegura a todos los miembros de la mafia que el resto de los fondos están a salvo. Sin embargo, la reunión es súbitamente interrumpida por el lunático criminal conocido como el Joker, quien les advierte que Batman no tiene jurisdicción y que sabe que buscará a Lau para que éste los delate a todos. Por su parte, el Joker les ofrece a todos los miembros de la mafia matar al murciélago a cambio de la mitad de su dinero, pero los jefes mafiosos se niegan y tachan al Joker de estar demente, mientras que un fúrico Gambol le pone precio a su cabeza. Más tarde, Dent se reúne con Batman y Gordon, tras estar enterados del escape de Lau hacia Hong Kong y les menciona que lo necesitan para que éste pueda testificar y delatar a todos los líderes de la mafia, pero también saben que los chinos no extraditarán a Lau por ser residente en China. Ante tal panorama, Gordon les menciona que si van tras los fondos de la mafia, solo harán que las cosas empeoren más, pero Batman les comenta a Gordon y Dent que si les trae a Lau ante ellos, harán que hable y Dent le responde a Batman en tono sarcástico que también lo hará cantar de ser necesario, pero justo cuando Dent le va a preguntar a Batman cómo va a traer a Lau, éste desaparece de la escena sin dejar rastro. Mientras tanto, un grupo de pandilleros llevan el cadáver del Joker ante Gambol, creyendo este último que los pandilleros los mataron, pero justo cuando Gambol le va a pagar la recompensa por matar al lunático criminal, sorpresivamente el Joker se levanta y tortura un poco a Gambol antes de matarlo y toma el control de sus matones. Pero la predicción del Joker prueba ser correcta cuando Bruce y Fox deciden viajar hasta Hong Kong, en donde Bruce le pide a Lucius aplazar las negociaciones con la compañía de Lau para evitar problemas con la justicia y al mismo tiempo Lucius le diseña a Bruce un nuevo traje hecho de placas de titanio y kevlar, dándole mayor movilidad y resistencia, en eso Bruce le cuestiona a Fox que tan efectivo es el nuevo traje contra las mordidas de perros, pero Lucius por su parte le pregunta si se trata de mordidas de perros de raza rottweiler o chihuahuas, aunque también de forma sarcástica le menciona que el nuevo traje lo protegerá incluso contra ataques de gatos si es necesario, pero también le advierte que con la separación de las placas, Bruce quedaría muy vulnerable a ataques de navajas y disparos de armas de fuego, por lo que le recomienda tener mucho cuidado, también le crea una nueva capucha que le permite mover la cabeza, y un prototipo original de Fox de un sistema de sonar integrado al traje, similar al de los submarinos. Al caer la noche, Lau inmediatamente es secuestrado por Batman en una brillante maniobra táctica y luego es entregado a la policía de Gotham City, pero es mantenido en las celdas de la Comisaría Central por miedo a lo que pudiera ocurrirle en la cárcel del condado, ya que muchos miembros de la mafia intentaran matarlo para silenciarlo. Por otro lado Lau les menciona negociara su testimonio en la corte y delatar a todos los miembros de la mafia, en tanto pueda obtener inmunidad, protección y un vuelo privado de regreso a Hong Kong, además de conservar todo el dinero de la mafia para sí mismo. En este punto del asunto y viendo que los fondos de todos los miembros de la mafia están corriendo peligro de ser embargados, estos finalmente admiten que subestimaron al hombre murciélago y aceptan a regañadientes contratar al Joker para que se ocupe del asunto.
Como primer movimiento, el Joker mata a un imitador de Batman llamado Brian Douglas y deja su cadáver colgando en la alcaldía, posteriormente anuncia en televisión que las personas morirán cada día a menos que Batman se quite la máscara y revele su identidad, además de entregarse a las autoridades; primero matando al comisionado Loeb con ácido en su botella de whisky al momento de beber un trago, y a la jueza Surrillo (Nydia Rodriguez Terracina) al explotar su vehículo con una bomba oculta, quien anteriormente había condenado a varios centenares de mafiosos gracias al testimonio de Lau. También se dirige a Dent, que es otro de los objetivos del Joker, quien se encontraba en la fiesta de recaudación de fondos ofrecida por Bruce Wayne, pero sale ileso al ser salvado por su anfitrión, quien lo esconde y se pone el traje para detener a los intrusos en la fiesta. Por otro lado, Rachel retrasa al Joker lo suficiente como para que Batman se aparezca en la escena y trate de detener a los intrusos, en medio de la pelea, el Joker toma de rehén a Rachel y por su parte Batman le advierte al Joker que suelte a Rachel, sin embargo el payaso psicópata le responde que la dejara ir solo si Batman se quita su máscara y muestra su identidad ante todos los presentes, pero el murciélago se niega a cumplir la demanda del payaso psicópata, en eso el Joker le dispara a la ventana y amenaza con lanzar a Rachel al vacío si no obedece a su solicitud, pero una vez más el murciélago se niega a quitarse su máscara, por lo que el Joker la deja caer por la ventana a Rachel, forzando a Batman a ir tras ella, logrando salvarla antes de que esta se estrellara contra un auto en la calle y le asegura a Rachel que Dent está fuera de peligro, mientras que en medio de todo esto el Joker consigue escapar del lugar.
La noche siguiente, Batman y Gordon investigan el asesinato de dos hombres, obra del Joker, cuyos nombres combinados formaban el nombre de Dent y se enteran de que el próximo objetivo sería el alcalde Anthony García (Nestor Carbonell), que presentaría el funeral de Loeb en la mañana siguiente. El Joker y sus secuaces, disfrazados como la escolta de honor del funeral, apuntan sus armas a García para asesinarlo en el último minuto, pero Gordon frustra el plan, aparentemente sacrificándose en el proceso. Ante el aumento de violencia Batman planea revelar su identidad, se lo comunica a Dent, quien vanamente trata de interrogar a uno de los secuaces del Joker, un paciente paranoico-esquizofrénico fugado del asilo mental Arkham, en una próxima conferencia de prensa que arregló con aquel y le menciona que el destino de Gotham City ahora está en sus manos. Wayne acude a la rueda de prensa dispuesto a decir la verdad, pero antes de poder hacer algo, sorpresivamente Dent se nombra a sí mismo como Batman para proteger la verdad y para que el verdadero no caiga preso. Rachel le entrega una carta a Alfred (Michael Caine) pidiéndole que se la entregue a Bruce cuando «sea el momento». Dent es tomado en custodia protectora, y Rachel le suplica a Harvey que revele la verdad, pero este se niega; antes de que se lo lleven en un convoy, Harvey le da su moneda de la suerte a Rachel, quien se percata de que es una moneda trucada, reforzando así el lema de Harvey de «fabrico mi suerte». Más tarde, es perseguido por el Joker, quien aparentemente muerde el anzuelo e intenta emboscar el convoy de la policía que transporta a Dent a través de la ciudad, así que Batman aparece para ayudar derrotando a cada matón del Joker. Gordon, que fingió su muerte para proteger a su familia, ayuda a aprehender al Joker y finalmente Gordon es promovido a comisionado.
Más tarde esa noche, Dent y Rachel desaparecen. Una vez en la estación de policía, Batman interroga al Joker y este le revela (no sin antes hacerlo enfurecer) que Dawes y Dent han sido secuestrados, llevados a lugares opuestos de la ciudad y encerrados en almacenes repletos de barriles de gasolina y explosivos. El payaso revela sus ubicaciones pero su objetivo principal es que Batman no pueda salvarlos a ambos y tenga que elegir a cuál de los dos rescatar, rompiendo su ética moral. Batman va por Rachel, mientras que Gordon va a rescatar a Dent, solo para descubrir que fue engañado para encontrar a Dent. Gordon y la policía llegan donde se encuentra Rachel momentos antes de que ambos edificios exploten, matando a Rachel, quien le había dicho a Dent vía telefónica que aceptaba casarse con él. La brutal explosión quema la mitad izquierda del rostro de Dent, quien tratando de escapar había quedado empapado de gasolina y sufre horribles quemaduras de tercer grado en el lado izquierdo de su rostro tras la explosión. Mientras tanto, el Joker toma por rehén a Stephens, un honesto policía que lo custodiaba al hacerlo enfadar, detona una tercera bomba que él mismo ha metido en el cuerpo de otro preso matón de él en la estación policial y escapa con Lau. Mientras Batman observa los restos del lugar donde murió Rachel, Alfred lee la carta de Rachel donde dice que se va a casar con Harvey, ya que sabe que Bruce nunca dejará de ser Batman y le dice a Bruce que no pierda la fe en los demás. Batman deja la moneda trucada de Dent cerca de su cama en el hospital y lamenta lo que paso, posteriormente Bruce se retira a su Pent-House en donde se le ve sumamente deprimido y adolorido por la muerte de Rachel, en eso su mayordomo Alfred le lleva su desayuno a su amo junto con la carta que le dejó Rachel antes de morir y trata de animarlo a seguir adelante y que si Bruce creyó que no habría consecuencias severas por su doble vida estaba muy equivocado, también le menciona que algunas veces las cosas deben empeorar para que puedan mejorar y que la ciudad necesita a Batman, pero en el último segundo Alfred decide no darle la carta de Rachel y se retira, en eso Bruce le cuestiona sobre la historia del ladrón que este le habló previamente si alguna vez lo atraparon y Alfred le menciona que si lo hicieron, pero a costa de quemar el bosque entero donde el bandido se escondía. Al día siguiente, Dent es visitado por Gordon, quien en primera instancia lamenta mucho lo que paso con Rachel y que también había oído que Dent se ha rehusado a tomar medicamentos para el dolor y a recibir injertos de piel para curar los daños de las quemaduras, pero Harvey en ese momento le pregunta a Gordon cual era el apodo por el cual era conocido cuando estaba en Asuntos Internos y Gordon por su parte presionado por Dent le revela que el apodo que le tenían a este era Dos Caras. En eso, Dent le recrimina no haber eliminado a los elementos corruptos de la policía. Tras la visita, Maroni se aparece en el pasillo del hospital y delata al Joker con Gordon para así salvar su cuello, ya que Maroni es consciente de que el payaso psicópata no es de fiar.
A la mañana siguiente, Coleman Reese, un contable de Empresas Wayne que deduce la verdadera identidad de Batman, planea revelarlo en televisión. Antes de ello, Reese se presenta ante Fox con planos del supuesto equipo y armamento de Batman, sabiendo que han salido de Ciencias Aplicadas, y trata de chantajear a Fox pidiéndole una fuerte suma de dinero a cambio de no revelar lo que ha descubierto; sin embargo, fracasa. El Joker mata a Lau incendiándolo junto con su mitad del dinero y al Checheno para luego interrumpir la entrevista televisiva hecha a Reese amenazando con explotar un hospital a menos que Reese sea asesinado en 60 minutos, lo que desata el caos en Gotham. Los atentados sobre Coleman Reese suceden en dos lugares, siendo al final el mismísimo Bruce Wayne el que acaba salvándole la vida en una intersección, haciéndole cambiar de parecer. Mientras tanto, el Joker visita a Dent en el hospital disfrazado como una enfermera y hace explotar el Hospital General de Gotham, no sin antes empujar a Dent a la locura, convenciéndolo para que empiece una implacable misión de venganza y justicia con la finalidad de castigar a los policías corruptos y mafiosos que los colocaron a Dawes y a él en los almacenes, así como a Batman y Gordon que, al contrario que él, no han perdido nada. Además de hacer explotar el hospital, el Joker escapa en un autobús lleno de rehenes.
Dent, ahora mediante un antiguo apodo, «Dos Caras», comienza a ir tras las personas responsables por la muerte de Rachel, decidiendo sus destinos lanzando su moneda, ahora con una cara quemada adivinando de inmediato el destino de Rachel. Primero, mata a Wuertz, un policía corrupto que había ayudado a secuestrarlo, y después a Maroni (Eric Roberts) (aparentemente) y a su chófer luego de interrogarlo para exponer la identidad del secuestrador de Rachel. Antes de matarlos, deja que su moneda de la suerte decida el destino de sus víctimas; si sale cara les perdona la vida, pero si sale cruz (la otra cara de la moneda que se quemó en el incendio), los mata.
Batman le pide a un reacio Lucius Fox que use el prototipo de un dispositivo de rastreo en toda la ciudad para encontrar al Joker usando el sonar como un micrófono en cada teléfono de Gotham, por lo que puede ver toda la ciudad, invadiendo la privacidad de los ciudadanos. Fox accede, pero dice que renunciará inmediatamente después si la máquina continúa en Empresas Wayne, a lo que Batman responde que cuando termine, teclee su nombre para autodestruir el ordenador que permitía rastrear cada teléfono de la ciudad. El Joker anuncia al público que cualquier persona que quede en Gotham al anochecer estará sujeta a su ley, pero con los puentes y túneles de la ciudad cerrados debido a amenazas de bomba, las autoridades comienzan la evacuación de las personas a través de los ferris de la ciudad. Sin embargo, esto forma parte también del plan maestro del Joker, que ha colocado explosivos combinados con diésel y nitrato de amonio en los dos ferris, uno lleno de los convictos más buscados por Harvey Dent y otro de civiles, y pretende que se exploten entre ellos en un retorcido experimento social, mediante el cual pretende demostrar que todo el mundo puede ser empujado al mal. Además, la amenaza del Joker incluye el hecho de que si los pasajeros de un barco no destruyen al otro, él hará explotar los dos ferris a medianoche. Al mismo tiempo les advierte que nadie intente subir a los botes salvavidas o también los hará explotar.
Mientras en cada una de las embarcaciones se discute sobre si hacer explotar al otro barco o no, Batman localiza al Joker y le avisa a Gordon de la ubicación de este. Una vez en el edificio vecino al que se encuentra el Joker, Batman le pide a Gordon un lapso de cinco minutos para entrar al edificio y detenerlo de una vez por todas, pero Gordon en un principio se niega porque piensa que Dent está de rehén con los otros en el edificio. Sin tiempo que perder, Batman decide actuar inmediatamente, por lo cual Gordon le da un lapso de dos minutos antes de que entre el equipo SWAT de la policía de Gotham City, mientras los francotiradores de la policía se preparan para disparar a los payasos que se encontraban con los rehenes y abatirlos. Sin embargo, tan pronto como Batman ataca a uno de los payasos, este descubre que en realidad se tratan de los verdaderos rehenes del hospital, descubriendo así que el Joker vistió a los rehenes como sus secuaces y a sus matones los vistió como los doctores y rehenes, todo esto para atraer y despistar al equipo SWAT de Gordon y llevarlos una trampa para que estos los ataquen, por lo que ahora Batman se ve forzado a correr y detener a los oficiales de policías rápido, antes de que estos maten a las personas equivocadas. Mientras esto pasa, Gordon recibe una llamada de su aterrada esposa que fue secuestrada por Dent. Gordon le pregunta dónde está su familia y Harvey le responde «Donde la mía murió» (refiriéndose al edificio donde murió Rachel). Mientras tanto, Batman combate tanto al equipo SWAT como a los matones del villano, rescatando a los rehenes en el proceso. Posteriormente, el equipo SWAT les informa a todos los demás equipos que los payasos son los rehenes y que los doctores son el blanco principal. Con la destrucción de los ferris acercándose cada vez más, Batman finalmente encuentra al Joker en la parte alta del edificio para encararlo, pero este hace que sus perros Rottweiler lo ataquen primero, a los cuales Batman consigue quitarse de encima. En medio de la pelea, el Joker daña el sonar de la máscara de Batman y luego lo inmoviliza mientras se preparan para ver alguno de los ferris explotar. Sin embargo, ninguno de los dos ferris son capaces de apretar el detonador, por lo que los pasajeros civiles y los prisioneros de la mafia no caen en su macabro juego del payaso psicópata. Al ver que no sucede nada y ver que el tiempo limite a pasado, Batman le menciona al Joker en tono desafiante sobre que es lo que el payaso psicópata trata de demostrar, que en el fondo todos los ciudadanos son iguales a él, haciéndole saber que él esta solo en esto, sin embargo y como plan de contingencia, el Joker saca el detonador que carga en su chaqueta, el cual hará explotar ambos ferris por igual; pero en el último segundo, el payaso se confía demasiado y Batman le lanza las escamas afiladas de su antebrazo, para luego arrojar al payaso fuera del edificio hacia el vacío, donde el payaso empieza a reírse histéricamente mientras esta cayendo por el vacío, creyendo que Batman había decidido finalmente romper su código moral, pero inmediatamente el murciélago lo salva con su dispositivo de amarre y lo sube de regreso. Posteriormente Batman consigue capturar finalmente al Joker, dejando este último colgando de cabeza y también le quita el detonador de ambos barcos, pero el payaso psicópata presume que este ha ganado la pelea, ya que ahora Gotham perderá la esperanza una vez que los asesinatos de Dos Caras se hagan públicos. También el Joker reconoce a Batman como una persona verdaderamente incorruptible, a diferencia de Dent y también reconoce que nunca matará a Batman porque le parece muy divertido, por lo que afirma que el destino de ambos es enfrentarse eternamente. En ese momento, Batman interroga al Joker sobre qué fue lo que le hizo Dent y el payaso le revela que su plan maestro entre carcajadas era en realidad rebajar a Dent al mismo nivel de ellos y que solo lo empujó a la locura aprovechando su dolor. Tras escuchar esto, Batman inmediatamente se retira del lugar y deja que el equipo de SWAT de la policía de Gotham City llegue al sitio y tomar bajo custodia al Joker, mientras este último se ríe maléficamente.
Por otro lado, Dos Caras atrae a Gordon al edificio donde Rachel murió y toma de rehenes a su familia, a pesar de las súplicas desesperadas de Gordon. Batman llega, confronta a Dent y empieza una discusión en la que Dent se lamenta de que sólo él ha perdido todo en la guerra contra el crimen organizado. Batman le dice que ha sido la víctima elegida por el Joker porque de los tres él era el mejor, el "Caballero Blanco" de Gotham que realmente podía ser el héroe que la ciudad necesitaba y que el arma la tiene Dent en su poder y que la use para apuntar a las personas responsables de todas sus desgracias. Después de escuchar los argumentos y estar de acuerdo con el hombre murciélago, Dent decide el destino del héroe, el suyo propio y el del hijo de Gordon con tres lanzamientos de moneda. Comenzando con el lanzamiento de Batman en el cual sale cruz y le dispara a Batman en el abdomen, luego en su segundo lanzamiento decide su destino, pero su moneda cae en cara y se salva de dispararse a sí mismo y por último lanza una vez más para determinar el destino del hijo de Gordon, no sin antes forzar a Gordon a decirle a su hijo que lo engañe diciendo que todo estará bien, como él lo hizo en su momento con Rachel antes de morir. Justo cuando espera el resultado de su moneda, Batman se levanta súbitamente y ataca a Harvey lanzándolo por un precipicio del edificio, matándolo con la caída y salvando la vida del niño, donde posteriormente se muestra la moneda de Dent cayendo en cara, indicando que el niño es inocente. Pero antes de que Gordon pueda ir a ayudar a Batman a subir, este se resbala y termina cayendo al vacío sobre varios escombros y tablones que amortiguan su caída, quedando muy malherido. Más tarde, Gordon baja hasta la planta baja para auxiliar a Batman y trata de pedir asistencia médica por medio de la radio, pero el hombre murciélago lo sujeta y lo convence de que desista de hacerlo, ya que aun esta con vida, pero mientras ambos meditan sobre lo ocurrido, Gordon admite que Joker se salió con la suya al final de todo, ya que los procesos que llevaba Harvey y todo por lo que este luchó se perderá para siempre, dado que la oportunidad que tenían para limpiar a la ciudad del crimen organizado se esfumo con la muerte de Harvey y que le habían apostado todo a él y el Joker tomó al mejor de ellos y lo hizo mil pedazos en un abrir y cerrar de ojos y que todos perderán la esperanza. Sin embargo, Batman le argumenta que no lo harán, ya que nadie de la ciudad debe saber lo que Dent hizo, pero Gordon le recuerda a Batman que Dent mató a cinco personas, entre ellas dos policías y que lo encubrirán todo para evitar conflictos legales, pero Batman se niega a aceptar eso, ya que si lo hacen de ese modo, el Joker ganará el juego y admite que Gotham necesita un verdadero héroe y finalmente convence a Gordon de que culpe a Batman de los asesinatos para que el nombre Harvey Dent permanezca como un símbolo de esperanza para la ciudad o de lo contrario entraría en crisis por ser corrompido por el Joker y cita la frase que Dent dijo una vez: «Mueres siendo un héroe o vives lo suficiente para volverte un villano». Momentos después, Batman inmediatamente escapa de la policía cojeando de una pierna producto de la caída.
Días después, Gordon da un discurso en el funeral de Dent y destruye la batiseñal, iniciando una cacería humana contra Batman. Mientras, el mayordomo de Bruce, Alfred Pennyworth, quema una carta escrita por Rachel para su amo anunciando su compromiso con Dent, y Fox, tras teclear su nombre ve con tranquilidad al rastreador de señales autodestruirse. Finalmente, Batman huye en el Bat-pod, ante la mirada del hijo de Gordon, quien pregunta por qué van a perseguir a Batman. Gordon responde: «Porque debemos atraparlo. Porque es el héroe que se merece la ciudad, pero no el que necesitamos. Así que lo perseguiremos hasta el final de los días. Porque él no es un héroe, es un guardián silencioso, un vigilante protector, un Caballero de la Noche».

## Reparto
- Christian Bale como Bruce Wayne / Batman: un miembro de la alta sociedad adinerado que cuando era niño quedó traumatizado por el asesinato de sus padres. Wayne opera en secreto como el heroico justiciero Batman.[6]
- Michael Caine como Alfred Pennyworth: la figura paterna de Wayne, mayordomo de confianza y confidente.[7][8]
- Heath Ledger como el Joker: un cerebro criminal y anarquista que está decidido a sembrar el caos y la corrupción en toda Ciudad Gotham.[6][9][10]
- Gary Oldman como James Gordon: uno de los pocos oficiales honestos del Departamento de Policía de Gotham City (GCPD) que ayuda en la guerra de Batman contra el crimen.[9][11]
- Aaron Eckhart como Harvey Dent / Dos Caras: el noble fiscal de distrito de Gotham convertido en violento justiciero.[9][12][13]
- Maggie Gyllenhaal como Rachel Dawes: asistente del fiscal de distrito de Gotham y amiga de la infancia de Wayne, que está dividida entre sus sentimientos por él y por Dent.[14]
- Morgan Freeman como Lucius Fox: el director ejecutivo de Wayne Enterprises que suministra tecnología y equipos para la campaña de Batman.[15][16][17]

Además, Eric Roberts, Michael Jai White y Ritchie Coster aparecen como los jefes criminales Sal Maroni, Gambol y el checheno, respectivamente; mientras que Chin Han interpreta a Lau, un banquero criminal chino. El elenco de GCPD incluye a Colin McFarlane como el comisionado Gillian B. Loeb, Keith Szarabajka y Ron Dean como los detectives Stephens y Wuertz, Monique Gabriela Curnen como la detective novata Anna Ramirez y Philip Bulcock como Murphy.
El elenco también presenta a Joshua Harto como Coleman Reese, empleado de Wayne Enterprises, Anthony Michael Hall como el reportero Mike Engel, Néstor Carbonell como el Mayor Anthony García, William Fichtner como Gerente del Banco, Nydia Rodríguez Terracina como el Juez Surrillo, Tom «Tiny» Lister Jr. como un prisionero, Beatrice Rosen como la bailarina rusa de Wayne y David Dastmalchian como el secuaz esquizofrénico y paranoico del Joker, Thomas Schiff. Melinda McGraw, Nathan Gamble y Hannah Gunn interpretan a la esposa de Gordon, Barbara, su hijo James Jr. y su hija, respectivamente. The Dark Knight presenta varios cameos de Cillian Murphy, quien retoma su papel de Jonathan Crane/Espantapájaros de Batman Begins; el intérprete musical Matt Skiba; así como el senador de los Estados Unidos y fanático de Batman, Patrick Leahy, quien ha aparecido o expresado personajes en otros medios de Batman.

## Producción

### Desarrollo
Tras el éxito de crítica y financiero de Batman Begins (2005), el estudio cinematográfico Warner Bros. Pictures dio prioridad a una secuela. Aunque Batman Begins termina con una escena en la que Batman recibe una carta del Joker, que anuncia la presentación de su archienemigo, el Joker, Christopher Nolan no tenía intención de hacer una secuela y no estaba seguro de que tuviera el éxito suficiente para justificarla. Christopher, junto a su esposa y productora de toda la vida Emma Thomas, nunca había trabajado en una película de secuelas pero él y su coguionista David Goyer discutieron ideas para una secuela durante el rodaje. Goyer desarrolló un esquema para dos secuelas, pero Christopher seguía sin estar seguro de cómo continuar la narrativa de Batman Begins manteniéndola coherente y relevante, aunque estaba interesado en utilizar al Joker con el estilo realista 
de Begins. Las conversaciones entre Warner Bros. Pictures y Christopher comenzaron poco después del estreno en cines de Batman Begins, y el desarrollo se inició tras la producción de The Prestige (2006) de Christopher.

### Escritura
Goyer y Christopher colaboraron durante tres meses para desarrollar los puntos centrales de la trama de The Dark Knight. Querían explorar el tema de la escalada y la idea de que los extraordinarios esfuerzos de Batman por combatir los delitos comunes llevarían a una escalada opuesta por parte de los criminales, atrayendo al Joker, que utiliza el terrorismo como arma. La escena del Joker jugando a las cartas en Batman Begins pretendía transmitir la falacia de la creencia de Batman de que su guerra contra el crimen sería temporal. Goyer y Christopher no incluyeron intencionadamente paralelismos reales con el terrorismo, la guerra contra el terrorismo y las leyes promulgadas para combatir a los terroristas por el gobierno de los Estados Unidos porque creían que hacer declaraciones abiertamente políticas restaría valor a la historia. Querían que resonara y reflejara al público contemporáneo. Christopher describió The Dark Knight como representante de su propio «miedo a la anarquía» y el Joker representa a «alguien que sólo quiere derribar el mundo que le rodea».
Aunque era fan de Batman (1989), protagonizada por Jack Nicholson como el Joker, Goyer no consideraba que la interpretación de Nicholson diera miedo y quería que el Joker de The Dark Knight fuera un personaje desconocido y ya formado, similar al tiburón de Tiburón (1975), sin una historia de origen «cliché». Christopher y Goyer no dieron a su Joker una historia de origen o un arco narrativo, pues creían que así el personaje daba más miedo; Christopher describió su película como «el ascenso del Joker». Creían que la amenaza de villanos cinematográficos como Hannibal Lecter y Darth Vader se había visto socavada por películas posteriores que describían sus orígenes.
Con la ayuda de Christopher, su hermano Jonathan pasó seis meses desarrollando la historia hasta convertirla en un borrador de guion. Tras presentar el borrador a Warner Bros., Jonathan dedicó otros dos meses a perfeccionarlo hasta que Christopher terminó de dirigir The Prestige. Ambos colaboraron en el guion definitivo durante los seis meses siguientes, en la fase de preproducción de The Dark Knight. Jonathan encontró que el final «conmovedor» era el aspecto más interesante del guion; siempre había mostrado a Batman huyendo de la policía, pero se cambió de él saltando por los tejados a escapar en el Batpod, su vehículo similar a una motocicleta. El diálogo que Jonathan consideraba más importante, «o mueres como un héroe o vives lo suficiente para verte convertido en el villano», llegó tarde en el desarrollo. Influenciado por películas como El Padrino (1972) y Heat (1995), y manteniendo el tono de Batman Begins, su guion final se parecía más a un drama criminal que a una película tradicional de superhéroes.
Entre sus influencias en el mundo del cómic figuran las obras del escritor Frank Miller de los años ochenta, que retratan a los personajes en un tono serio, y la serie limitada Batman: The Long Halloween (1996-1997), que explora la relación entre Batman, Dent y Gordon. Dent fue escrito como el personaje central de The Dark Knight, sirviendo como centro de la batalla entre Batman, que cree que Dent es el héroe que la ciudad necesita, y el Joker, que quiere demostrar que incluso las personas más justas pueden ser corrompidas. Christopher dijo que el título se refiere tanto a Dent como a Batman. Consideraba que Dent tenía una dualidad similar a la de Batman, lo que ofrecía un interesante potencial dramático.
Al centrarse en Dent, Bruce Wayne / Batman fue escrito como un personaje generalmente estático que no experimentó un desarrollo drástico. Para Christopher, escribir el Joker fue el aspecto más fácil del guion. Los Nolan identificaron los rasgos comunes a sus encarnaciones mediáticas y se dejaron influir por las apariciones del personaje en los cómics, así como por el villano Dr. Mabuse de las películas de Fritz Lang. La novela gráfica del escritor Alan Moore, Batman: The Killing Joke (1988), no influyó en la narración principal, pero Christopher creía que su interpretación del Joker como alguien parcialmente impulsado a demostrar que cualquiera puede llegar a ser como él cuando se le empuja lo suficiente ayudó a los Nolan a dar sentido a un personaje «intrínsecamente sin propósito». El Joker fue escrito como un psicópata y anarquista puramente malvado que carece de razón, lógica y miedo, y que podría poner a prueba los límites morales y éticos de Batman, Dent y Gordon. Christopher y Jonathan se dieron cuenta más tarde de que, sin darse cuenta, habían escrito su versión de forma similar a la primera aparición del Joker en Batman #1 (1940). La escena final, en la que el Joker afirma que él y Batman están destinados a luchar eternamente, no pretendía insinuar una secuela, sino transmitir que la pareja diametralmente opuesta estaba en un conflicto sin fin porque no se matarán el uno al otro.

### Reparto

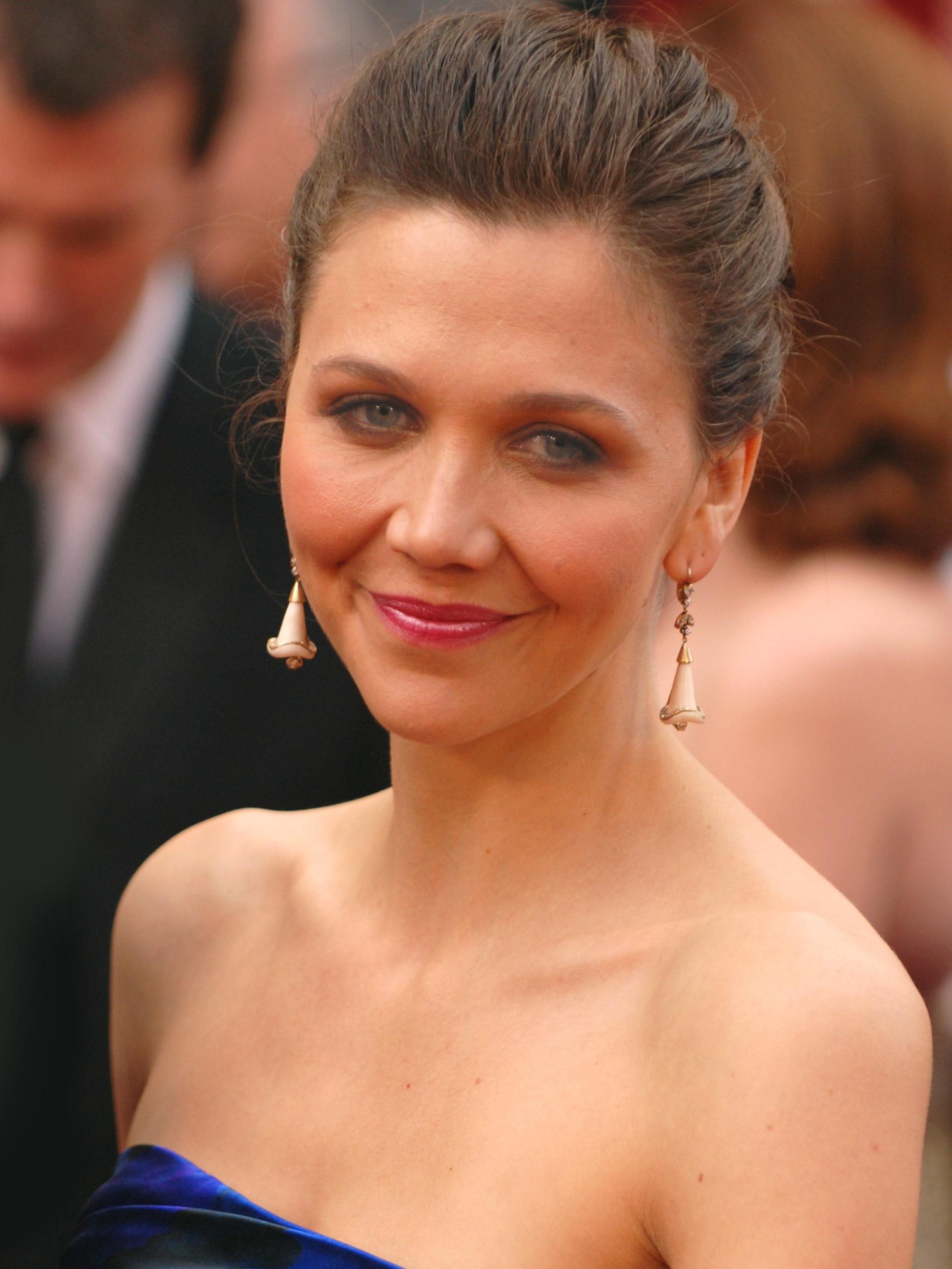
Maggie Gyllenhaal (fotografiado en 2010) sustituyó a Katie Holmes en el papel de la ayudante del fiscal Rachel Dawes.

Al describir la evolución de su personaje desde Batman Begins, Christian Bale dijo que Wayne había pasado de ser un hombre joven, ingenuo y furioso que buscaba un propósito a un héroe agobiado por la constatación de que su guerra contra el crimen parece no tener fin. Como el nuevo bat-traje le permitía ser más ágil, Bale no aumentó tanto su masa muscular como para Batman Begins. Christopher había ocultado deliberadamente el combate en la película anterior porque pretendía retratar a Batman desde el punto de vista de los criminales. El diseño mejorado del Bat-traje le permitió mostrar más del entrenamiento del método de lucha Keysi de Bale.
Christopher era consciente de que la popular interpretación de Nicholson del Joker daría lugar a comparaciones con su versión, y quería un actor que pudiera hacer frente al escrutinio asociado. El casting de Ledger en agosto de 2006 fue criticado por algunos profesionales de la industria y miembros del público que lo consideraban inapropiado para el papel; el productor ejecutivo Charles Roven dijo que Ledger era la única persona considerada seriamente, y que la buena acogida de Batman Begins ayudaría a mitigar cualquier preocupación. Christopher confiaba en el reparto porque las conversaciones entre él y Ledger habían demostrado que compartían ideas similares sobre la interpretación del Joker. Ledger dijo que tenía cierta inquietud por suceder a Nicholson en el papel, pero que el reto le entusiasmaba. Describió su interpretación como un «payaso psicópata, asesino de masas, esquizofrénico y con cero empatía», y evitó humanizarlo. Le influyeron Alex, de la película policíaca La naranja mecánica (1971), y los músicos británicos Johnny Rotten y Sid Vicious.
Ledger pasó cerca de un mes recluyéndose en una habitación de hotel mientras leía los cómics pertinentes. Desarrolló la voz del personaje mezclando un tono agudo y otro grave, inspirado en las actuaciones de ventrílocuos. Su estilo de lucha se diseñó para que pareciera improvisado y errático. Ledger dedicó otros cuatro meses a crear un «diario del Joker» con imágenes y elementos que creía que encajarían con su personaje, como el hecho de encontrar humorística la enfermedad del sida. Al describir su interpretación, Ledger dijo: «Es lo más divertido que he hecho con un personaje y probablemente lo que haré nunca... Fue un proceso agotador. Al final del día, no podía moverme. No podía hablar. Estaba absolutamente destrozada». En una entrevista de noviembre de 2007, Ledger declaró que, cuando se comprometía con algún papel, tenía dificultades para dormir porque no podía relajar la mente, y a menudo dormía sólo dos horas por noche durante el rodaje.
Christopher quería elegir a un actor con una «presencia heroica» totalmente americana para Harvey Dent, algo que comparó con Robert Redford pero con un trasfondo de ira u oscuridad. Josh Lucas, Ryan Phillippe y Mark Ruffalo fueron considerados, así como Matt Damon, que no pudo comprometerse debido a conflictos de agenda. Según Christopher, Eckhart tenía el encanto americano y «el aura... de un buen hombre llevado demasiado lejos». A Eckhart le pareció interesante retratar a personajes conflictivos; dijo que la diferencia entre Dent y Batman es la distancia que están dispuestos a recorrer por sus causas, y que tras la corrupción de Dent, éste sigue siendo un luchador contra el crimen, pero lo lleva al extremo porque no le gustan las restricciones de la ley. La interpretación de Eckhart estuvo influida por la familia Kennedy, en particular por Robert F. Kennedy, que luchó contra el crimen organizado con una visión igualmente idealista de la ley. Durante las discusiones sobre el retrato de la transformación de Dent en Dos Caras, Eckhart y Christopher acordaron ignorar la «colorida» interpretación de Tommy Lee Jones en Batman Forever (1995), en la que el personaje tiene el pelo rosa y viste un traje de diseño dividido, en favor de un traje más realista, ligeramente quemado y de tonos neutros.
Al describir su papel como el sargento James Gordon, Oldman dijo que Gordon es el «centro moral» de The Dark Knight, un personaje honesto e incorruptible que lucha contra los límites de su moralidad. Maggie Gyllenhaal sustituyó a Katie Holmes en el papel de Rachel Dawes, ya que Holmes prefirió protagonizar la comedia policíaca Mad Money (2008). Gyllenhaal abordó a Rachel como un personaje nuevo y no hizo referencia a la interpretación anterior de Holmes. Christopher describió a Rachel como la conexión emocional entre Wayne y Dent, sirviendo en última instancia como una pérdida personal más para alimentar al personaje de Wayne. Gyllenhaal colaboró con Christopher en la representación del personaje porque quería que Rachel fuera importante y significativa en su papel relativamente secundario. El músico Dwight Yoakam rechazó un papel de director de banco o de policía corrupto porque estaba grabando su álbum Dwight Sings Buck (2007).

### Preproducción
En octubre de 2006, la búsqueda de localizaciones para Gotham City se llevó a cabo en Liverpool, Glasgow, Londres y partes de Yorkshire, en el Reino Unido, y en varias ciudades de Estados Unidos. Las autoridades de Chicago habían mostrado su apoyo durante el rodaje de Batman Begins, permitiendo a la producción cerrar tramos de carreteras, autopistas y puentes. Christopher quería cambiar los escenarios naturales de Batman Begins, como el Himalaya y las cavernas, por un entorno moderno y estructurado que el Joker pudiera desmontar. El diseñador de producción Nathan Crowley dijo que las líneas limpias y ordenadas de la arquitectura de Chicago realzaban el drama urbano que querían hacer, y que Batman había ayudado a mejorar la ciudad. La destrucción de la Mansión Wayne en Batman Begins brindó la oportunidad de trasladar a Wayne a un ático moderno y austero, reflejo de su soledad. Se siguieron utilizando decorados para algunos interiores, como el Bat Bunker, sustituto de la Batcave, en las afueras de la ciudad. El equipo de producción consideró la posibilidad de colocarlo en el sótano del ático, pero creyó que era una solución demasiado irreal.
Gran parte de The Dark Knight se rodó con las cámaras Panaflex Millennium XL y Platinum de Panavision, pero Christopher quiso filmar unos 40 minutos con cámaras IMAX, una tecnología de alta resolución que utiliza película de 70 mm en lugar del formato más comúnmente utilizado, 35 mm; la película terminada incluye entre un 15 y un 20 % de metraje IMAX, con una duración de unos 28 minutos. Fue la primera gran película en utilizar la tecnología IMAX, que generalmente se empleaba para documentales. Warner Bros. se mostraba reacia a respaldar el uso de esta tecnología porque las cámaras eran grandes y poco manejables, y la compra y el procesamiento de la película costaba hasta cuatro veces más que una película de 35 mm. Christopher dijo que las cámaras que se podían utilizar en el Everest se podían utilizar para The Dark Knight, e hizo que el director de fotografía Wally Pfister y su equipo empezaran a entrenarse para utilizar el equipo en enero de 2007 para probar su viabilidad. Christopher quería rodar el prólogo del atraco al banco en IMAX para transmitir inmediatamente la diferencia de alcance entre The Dark Knight y Batman Begins.

### Rodaje en Chicago

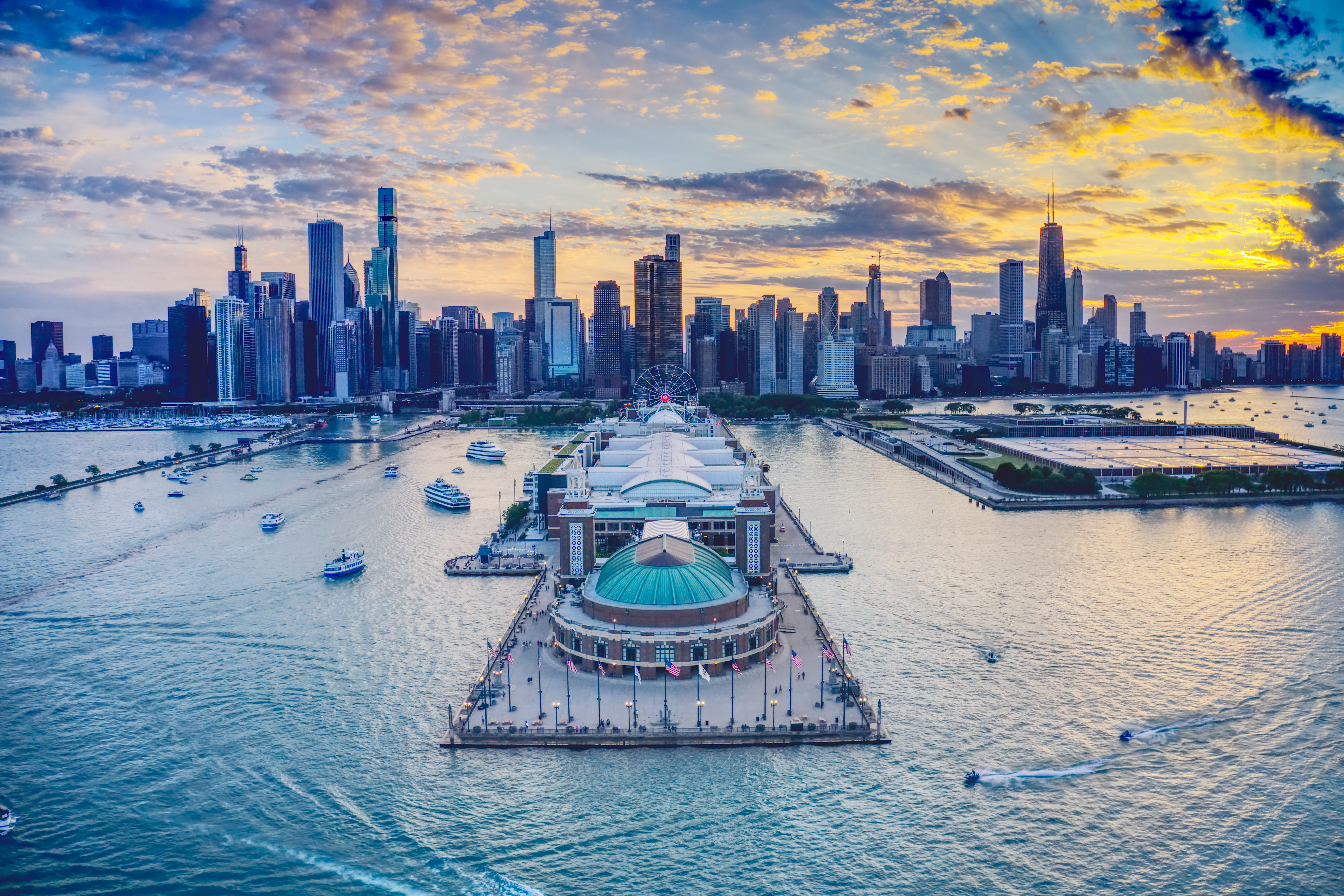
Una fotografía del horizonte de Chicago detrás del Navy Pier. The Dark Knight se rodó principalmente en la ciudad.

La fotografía principal comenzó el 18 de abril de 2007 en Chicago con un presupuesto de 185 millones de dólares. Para The Dark Knight, Pfister optó por combinar los efectos visuales «estilo óxido» de Batman Begins con el esquema de color «crepuscular» de The Prestige (azules cobalto, verdes, negros y blancos), en parte para hacer frente a las escenas demasiado oscuras de Batman Begins. Para evitar llamar la atención, el rodaje en Chicago se llevó a cabo bajo el título provisional de Rory's First Kiss, pero la verdadera naturaleza de la producción fue rápidamente descubierta por los medios de comunicación. Los vídeos caseros del Joker fueron filmados y dirigidos principalmente por Ledger. Caine dijo que olvidó sus diálogos durante una escena de uno de los vídeos debido a la «impresionante» interpretación de Ledger.
La primera escena filmada fue el atraco al banco, que se rodó en la antigua Oficina Principal de Correos de Chicago durante cinco días. Se programó con antelación para probar el procedimiento IMAX, lo que permitiría volver a rodarla con cámaras tradicionales si fuera necesario, y estaba previsto que se estrenara públicamente como parte de la campaña de marketing. Pfister la describió como una semana de paciencia y aprendizaje debido a la espera de cuatro días para procesar el metraje IMAX. El rodaje se trasladó a Inglaterra a lo largo de mayo y regresó a Chicago en junio.
El rodaje tuvo lugar en el vestíbulo de One Illinois Center, que hacía las veces de ático de Wayne; se construyeron estanterías para ocultar los ascensores. Una planta del Two Illinois Center se decoró para la recaudación de fondos de Wayne. El equipo se mostró entusiasmado, ya que esta escena representaba el primer encuentro entre Batman y el Joker. Las ventanas de ambos escenarios se cubrieron con material de pantalla verde, lo que permitió añadir más tarde los efectos visuales de Gotham City. En julio se dedicaron tres semanas a rodar la escena de la persecución del camión, principalmente en Wacker Drive, una calle de varios niveles que tuvo que cerrarse durante la noche. Durante el rodaje, Christopher añadió una escena en la que un furgón de los SWAT se estrella contra una barricada de hormigón. La secuencia continuó en LaSalle Street, que también se utilizó para el cortejo fúnebre de la GCPD, para un truco práctico de voltereta de camión y una secuencia de helicóptero. Se filmaron segmentos adicionales en Monroe Street y Randolph Street, y en la estación de Randolph Street.
El muelle Navy, a orillas del lago Míchigan, sirvió de puerto de Gotham en una escena culminante con un ferry. Los exploradores pasaron más de un mes buscando embarcaciones adecuadas, pero no lo consiguieron, así que el coordinador de construcción Joe Ondrejko y su equipo construyeron fachadas de ferry sobre barcazas. Toda la secuencia se rodó en un día y en ella participaron 800 extras, que pasaron por turnos por los departamentos de maquillaje y vestuario. Las imágenes exteriores del edificio Gotham Prewitt, escenario del enfrentamiento final entre Batman y el Joker, se rodaron en el Trump International Hotel and Tower, en construcción. Los propietarios denegaron el permiso para rodar una escena en la que Batman suspende a un equipo SWAT del edificio, por lo que se filmó desde la planta cuarenta de otro edificio. Una antigua fábrica de caramelos Brach's, en la avenida Cicero, cuya demolición estaba prevista, se utilizó para rodar la explosión del Hospital General de Gotham en agosto de 2007. El rodaje en Chicago concluyó el 1 de septiembre, con escenas de Wayne conduciendo y estrellando su coche, antes de que la producción regresara a Inglaterra.
The Dark Knight incluye localizaciones de Chicago como el lago Míchigan, que hace las veces de mar Caribe donde Wayne sube a un hidroavión; Richard J. Daley Center (exteriores de Wayne Enterprises y una sala de vistas); El restaurante Berghoff (GCPD arrestando mafiosos); El restaurante Twin Anchors; el Sound Bar; el McCormick Place (interiores de Wayne Enterprises); y el Teatro Chicago. El 330 North Wabash sirvió como oficinas utilizadas por Dent, el alcalde García y el comisario Loeb; y su decimotercera planta aparece como sala de juntas de Empresas Wayne; Pfister potenció sus grandes ventanales panorámicos y la luz natural con una mesa de cristal de 24 m y bombillas reflectantes. Un aparcamiento de la calle Randolph es donde Batman captura al Espantapájaros y a los imitadores de Batman. Christopher quería que en la escena aparecieran varios perros Rottweiler, pero fue difícil encontrar un cuidador de perros dispuesto a ocuparse de varios perros a la vez. Una escena de Batman observando la ciudad desde el borde de un tejado se rodó en lo alto de la Torre Willis, el edificio más alto de Chicago. El doble Buster Reeves iba a hacer de Batman, pero Bale convenció a los cineastas para que le dejaran interpretar la escena él mismo. Se calcula que las trece semanas de rodaje en Chicago generaron 45 millones de dólares para la economía de la ciudad y miles de puestos de trabajo locales.

### Rodaje en Inglaterra y Hong Kong

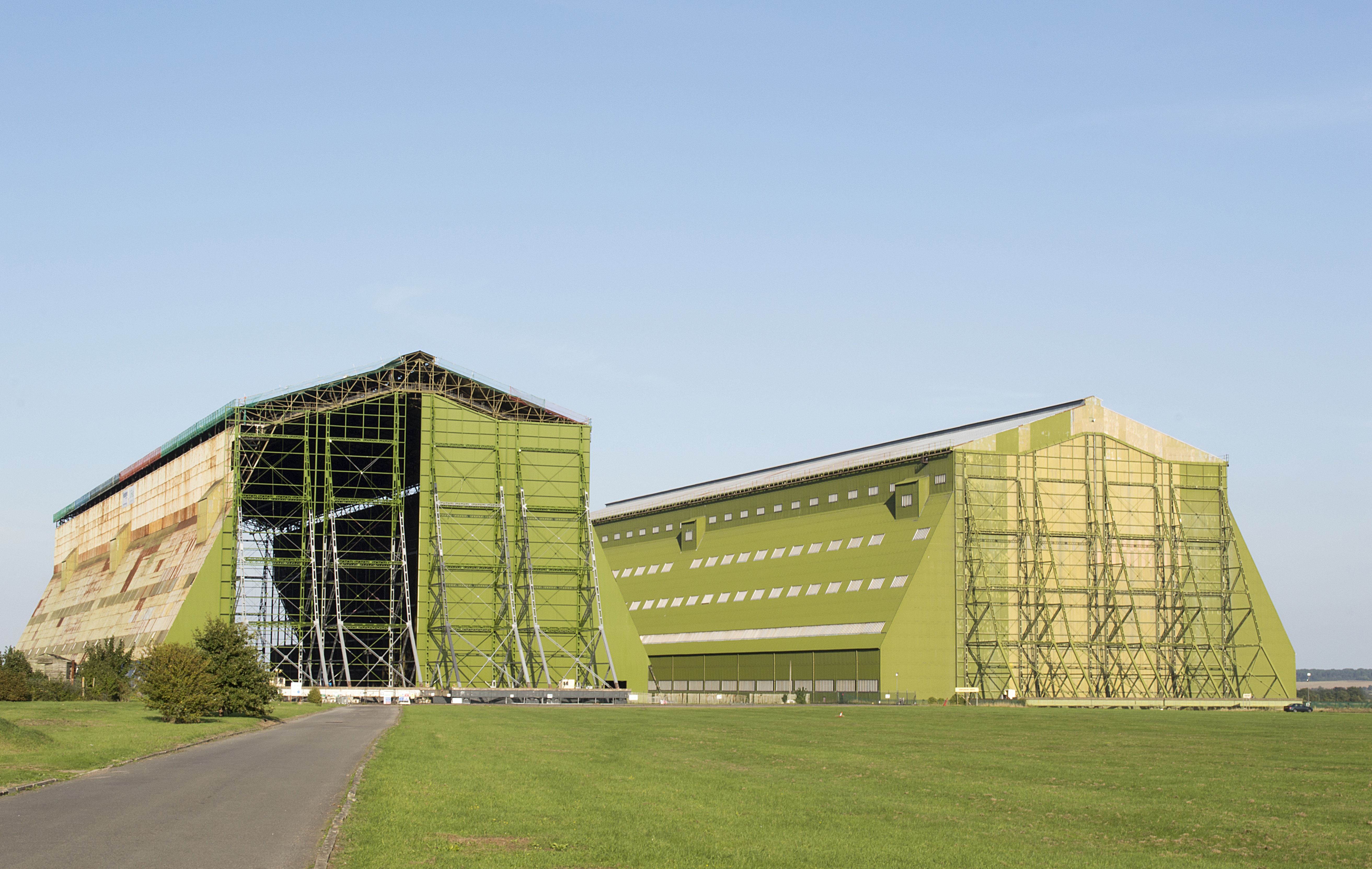
En el aeródromo de Cardington se construyeron varios decorados, entre ellos el enorme Bat Bunker.

Muchas localizaciones interiores de The Dark Knight se rodaron en platós de los estudios Pinewood, en Buckinghamshire, y en el aeródromo de Cardington, en Bedfordshire; entre ellas se incluye el Bat Bunker, cuya construcción en un hangar de Cardington llevó seis semanas. El Bat Bunker se basó en diseños de edificios de Chicago de la década de 1960, se integró en el suelo de hormigón existente y utilizó el techo de 61 m (200 pies) de largo y 2,4 m (8 pies) de alto para crear una amplia perspectiva. El hangar, de 49 m de altura, no era adecuado para suspender el techo del búnker, por lo que se construyó un pórtico envolvente para sostenerlo y la iluminación.. Tras el traslado desde Chicago en mayo, entre las escenas rodadas en el Reino Unido también se incluyen el restaurante Criterion, donde Rachel, Dent y Wayne comparten una cena, y una escena de Gotham News que se rodó en la Universidad de Westminster. El cuartel general de la GCPD se reconstruyó en el edificio Farmiloe. Durante la escena del interrogatorio, Ledger le pidió a Bale que le golpeara de verdad y, aunque éste se negó, Ledger agrietó y abolló las paredes lanzándose de un lado a otro.
Tras regresar a Inglaterra a mediados de septiembre, se rodaron escenas de los interiores del transbordador, el hospital y el edificio Gotham Prewitt. A mediados de octubre se rodaron en Battersea Power Station escenas interiores y exteriores de Rachel como rehén rodeada de barriles de gasolina. Para no dañar la central, un edificio protegido, se construyó un falso muro delante de ella y se forró con explosivos. Los residentes de las inmediaciones se pusieron en contacto con los servicios de emergencia creyendo que la explosión era un atentado terrorista. El rodaje en Inglaterra concluyó a finales de octubre con varias tomas en pantalla verde para la secuencia de la persecución del camión, y las tomas de Rachel siendo arrojada por una ventana se filmaron en un plató de Cardington.
Los últimos nueve días de producción tuvieron lugar en Hong Kong e incluyeron tomas aéreas desde lo alto del International Finance Centre, así como rodajes en la escalera mecánica de Central to Mid-Levels, The Center, Central, The Peninsula Hong Kong y Queen's Road; y una acrobacia en la que Batman atrapó un avión C-130 en pleno vuelo. A pesar de los extensos ensayos de Reeves saltando desde el edificio McClurg de Chicago, una maniobra planeada para representar a Batman saltando de un rascacielos a otro de Hong Kong se canceló porque las autoridades locales denegaron el permiso para el uso del helicóptero; Pfister describió a los funcionarios como una «pesadilla». Christopher refutó un informe que afirmaba que una escena de Batman saltando al Victoria Harbour se había cancelado por motivos de contaminación, afirmando que se trataba de una decisión de guion. El rodaje de 127 días concluyó el 15 de noviembre, a tiempo y por debajo del presupuesto.

### Postproducción
El rodaje estaba en marcha en enero de 2008 cuando Ledger, de 28 años, murió de una sobredosis accidental de un medicamento recetado. Circuló el rumor de que su compromiso con su interpretación del Joker había afectado a su estado mental, pero más tarde se desmintió. Christopher declaró que el montaje de la película se convirtió en algo «tremendamente emotivo, justo cuando falleció, al tener que volver y mirarle todos los días [durante el montaje]... pero la verdad es que me siento muy afortunado de tener algo productivo que hacer, de tener una interpretación de la que él estaba muy, muy orgulloso, y que me había confiado para que terminara». Dado que Christopher prefirió capturar el sonido durante el rodaje en lugar de regrabar los diálogos en la posproducción, el trabajo de Ledger se había completado antes de su muerte, y Christopher no modificó la narrativa del Joker en respuesta. Christopher añadió una dedicatoria a Ledger y al doble de acción Conway Wickliffe, que murió durante los ensayos de una maniobra del Tumbler (Batmobile).
Junto con el montador jefe Lee Smith, Christopher adoptó un «enfoque editorial agresivo» en el montaje de The Dark Knight para conseguir su duración de 152 minutos. Christopher dijo que no se suprimió ninguna escena porque creía que todas eran esenciales y que el material innecesario se había cortado antes del rodaje. Los Nolan tuvieron dificultades para perfeccionar el guion y reducir su duración. Después de eliminar tanto material que creían que la historia se había vuelto incomprensible, añadieron más escenas.

### Efectos especiales y diseño
A diferencia del proceso de diseño de Batman Begins, que se vio limitado por la necesidad de representar la iconografía de Batman, la aceptación por parte del público de su ambientación realista dio a The Dark Knight más libertad de diseño. Chris Corbould, supervisor de efectos especiales de la película, supervisó las 700 tomas de efectos que Double Negative y Framestore produjeron; había relativamente pocos efectos en comparación con películas equivalentes porque Christopher sólo utilizaba imágenes generadas por ordenador cuando los efectos prácticos no bastaban. El diseñador de producción Nathan Crowley diseñó el Batpod (Batcycle) porque Christopher no quería reutilizar ampliamente el Tumbler. El equipo de Corbould construyó el Batpod, que se basa en un prototipo que Crowley y Christopher construyeron combinando distintos componentes de modelos comerciales. Sólo el doble de acción Jean Pierre Goy pudo pilotar el vehículo, difícil de manejar y de neumáticos anchos, tras meses de entrenamiento. La explosión del Hospital General de Gotham no estaba en el guion, pero se añadió durante el rodaje porque Corbould creía que se podía hacer.
Hemming, Crowley, Christopher y Jamie Rama rediseñaron el Bat-traje para hacerlo más cómodo y flexible, desarrollando un traje hecho de un material elástico recubierto de más de 100 piezas de armadura de uretano. El escultor Julian Murray desarrolló el diseño del rostro quemado de Dent, basado en la petición de Christopher de que tuviera un aspecto esquelético. Murray pasó por diseños «demasiado reales y más horripilantes» antes de decantarse por una versión más «fantasiosa» y detallada, pero menos repulsiva. Hemming diseñó la apariencia general del Joker, que basó en celebridades de la moda y la música para crear un aspecto moderno y actual. También se inspiró en el cuadro de 1953 Study after Velázquez's Portrait of Pope Innocent X de Francis Bacon —sugerido por Christopher— y en las apariciones del personaje en los cómics. El atuendo consiste en un abrigo morado, un chaleco verde, una camisa antigua y una corbata fina al estilo de los años sesenta que Ledger sugirió. El supervisor de prótesis Conor O'Sullivan creó las cicatrices del Joker, que basó en parte en un repartidor con cicatrices que conoció, y utilizó su propia técnica para crear y aplicar la prótesis flexible y parecida a la piel. John Caglione Jr diseñó el maquillaje «orgánico» del Joker para que pareciera que llevaba días puesto; esta idea se basó en parte en más obras de Bacon. Caglione Jr utilizó una técnica de maquillaje teatral para la aplicación; indicó a Ledger que se estrujara la cara para que se crearan diferentes grietas y texturas una vez aplicado el maquillaje y Ledger se relajara. Ledger siempre se aplicaba él mismo el pintalabios, pues creía que era esencial para su caracterización.

### Música
Los compositores James Newton Howard y Hans Zimmer, que también habían trabajado en Batman Begins, compusieron la banda sonora de The Dark Knight porque Christopher creía que era importante salvar la brecha musical-narrativa entre las películas. La partitura se grabó en los Air Studios de Londres. Howard y Zimmer compusieron la partitura sin ver la película porque Christopher quería que se dejaran influir por los personajes y la historia, en lugar de adaptarse a elementos específicos de la pantalla. Howard y Zimmer separaron sus tareas por personajes; Howard se centró en Dent y Zimmer en Batman y el Joker. Zimmer no consideraba a Batman estrictamente noble y escribió el tema para que no pareciera «súper». Howard escribió unos diez minutos de música para Dent, queriendo retratarle como un americano que representa la esperanza, pero que sufre un extremo emocional y una corrupción moral. Utilizó instrumentos de metal para ambos fines morales, pero deformó el sonido a medida que Dent se corrompía.
Zimmer quería utilizar una sola nota para el tema del Joker; dijo: «imagina una nota que empiece ligeramente agitada y luego pase a agravarse seriamente para finalmente arrancarte la cabeza al final». Sin embargo, no consiguió que funcionara y utilizó dos notas con tempos alternos y una influencia «punk». El tema se vio influido por los innovadores de la música electrónica Kraftwerk y el trabajo de Zimmer con la banda de rock The Damned. Quería transmitir elementos de la corrosión, temeridad y «otro mundo» del Joker combinando música electrónica y orquestal, y modificando casi cada nota tras la grabación para emular sonidos como truenos y cuchillas. Intentó desarrollar sonidos originales con sintetizadores, tratando de crear un resultado «desagradable» dando instrucciones a los músicos para que empezaran con una sola nota y pasaran gradualmente a la segunda a lo largo de tres minutos; a los músicos les resultó difícil porque era lo contrario de su entrenamiento. Fueron necesarios varios meses para lograr el resultado deseado por Zimmer. Tras la muerte de Ledger, Zimmer consideró descartar el tema por otro más tradicional, pero él y Howard creyeron que debían honrar la interpretación de Ledger.

## Estreno

### Comercialización y lucha contra la piratería
La campaña de mercadotecnia de The Dark Knight fue desarrollada por la empresa de desarrollo de juegos de realidad alternativa (ARG) 42 Entertainment. Christopher quería que el equipo se centrara en contrarrestar la reacción negativa al casting de Ledger y controlar la revelación del aspecto del Joker. Influenciado por el guion y los cómics The Killing Joke, The Long Halloween y Arkham Asylum: A Serious House on Serious Earth (1989), 42 Entertainment organizó el ARG en eventos anuales, aunque Warner Bros. rechazó sus ideas de utilizar Santas Jokerizados en Navidad, ataúdes llenos de dientes castañeteantes el Día de la Madre (burlándose de la difunta madre de Wayne) y actores de Batman en los tejados por motivos de seguridad.
El ARG comenzó en mayo de 2007 con carteles de la campaña a favor de Dent y naipes del Joker con la frase «Creo en Harvey Dent» ocultos en el interior de cómics en tiendas de todo EE. UU. Esto llevó a la gente a un sitio web donde podían enviar sus direcciones de correo electrónico para revelar un píxel de una imagen oculta del Joker; se necesitaron unas 97 000 direcciones de correo electrónico y 20 horas para revelar la imagen en su totalidad, lo que tuvo una buena acogida. En la Comic-Con de San Diego, 42 Entertainment modificó 11 000 billetes de un dólar con la imagen del Joker y la frase «Why So Serious?» («¿Por qué tan serio?» en español), que conducía a quienes los encontraran a un lugar. El plan inicial de 42 Entertainment de lanzar los billetes desde un balcón se canceló por motivos de seguridad, así que los billetes se distribuyeron de forma encubierta entre los asistentes. Aunque se esperaba que el acto atrajera a unos pocos miles de personas, llegaron 650 000 y participaron en actividades que incluían llamar a un número tomado desde un avión que sobrevolaba el lugar y maquillarse de Joker para cometer actos disruptivos con actores. En todo el mundo, los fans fotografiaron letras en carteles para formar una nota de rescate. En Estados Unidos se recuperaron teléfonos móviles de Nokia —marca asociada a la película— de una tarta, lo que llevó a la proyección anticipada del prólogo de la película sobre el atraco a un banco antes de su estreno en diciembre. La aparición de Ledger en el prólogo fue bien recibida y cambió positivamente el discurso en torno a su reparto.
Tras la muerte de Ledger, la campaña continuó sin cambios y se centró en la elección de Dent, influida por las elecciones presidenciales estadounidenses de 2008. Warner Bros. estaba preocupada por el escaso conocimiento público del personaje de Dent, por lo que la campaña incluyó carteles, pegatinas y «Dentmóviles» que visitaban las ciudades de EE. UU. para darlo a conocer. La campaña concluyó en julio con exhibiciones de la Batseñal en Chicago y Nueva York, que acabaron siendo desfiguradas por el Joker. Los profesionales del sector consideraron la campaña innovadora y exitosa.
Warner Bros. dedicó seis meses a métodos antipiratería; se calcula que la industria cinematográfica perdió 6.100 millones de dólares a causa de la piratería en 2005. Los métodos de entrega de las bobinas de las películas eran aleatorios y las copias tenían una cadena de custodia para rastrear quién tenía acceso. Al personal de algunos cines se le dieron gafas de visión nocturna para identificar a las personas que grababan The Dark Knight, y una persona fue detenida en Kansas City. Warner Bros. consideró que su estrategia había sido un éxito y retrasó la aparición de la primera versión para videocámara «mal iluminada» hasta 38-48 horas después de su estreno mundial en Australia.

### Contexto

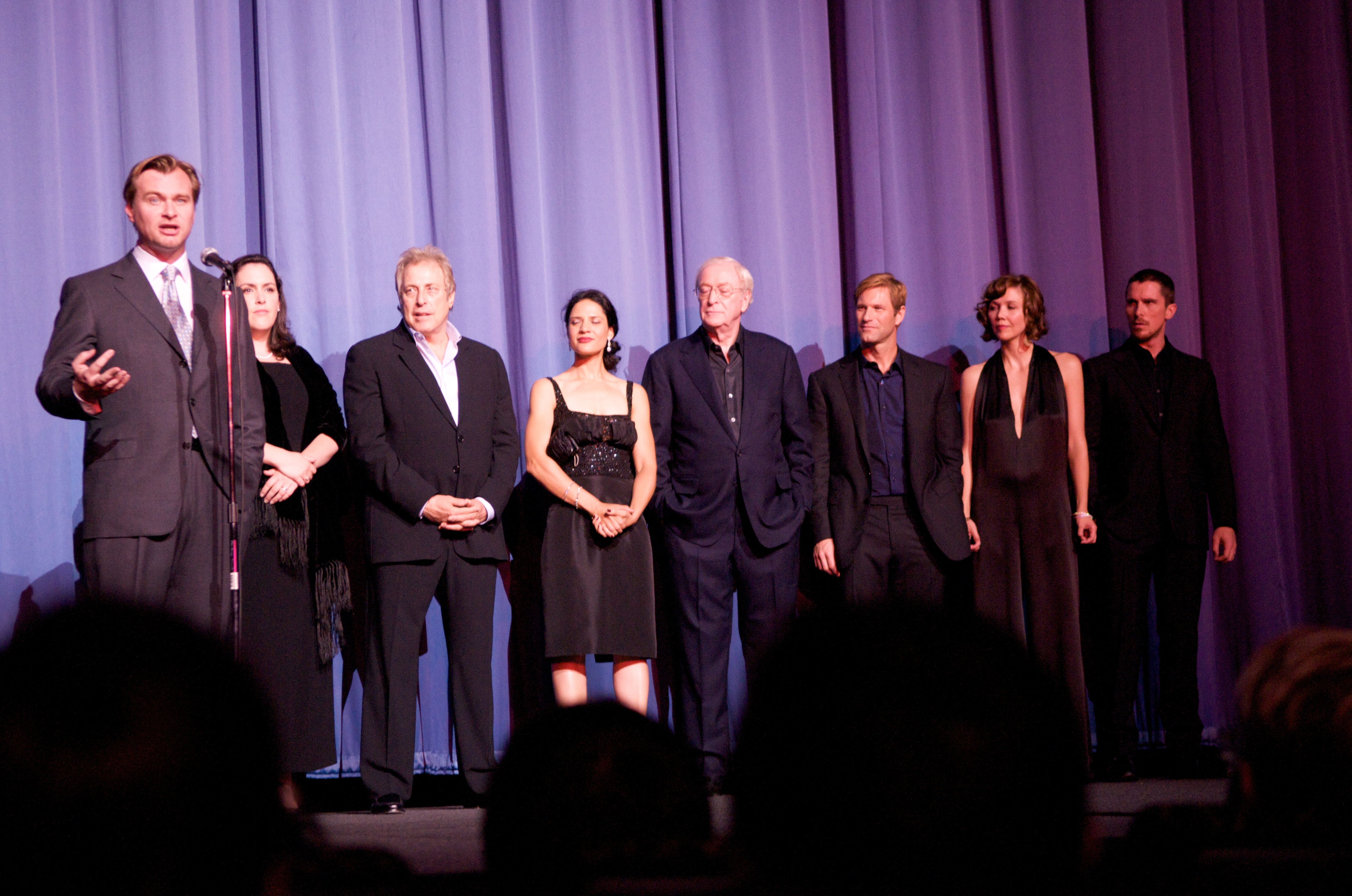
Reparto y equipo en Londres, en el estreno europeo de The Dark Knight.

En comparación con los 9.700 millones de dólares recaudados en taquilla en 2007, en 2008 se esperaban menores ingresos debido al gran número de comedias que competían entre sí y al estreno de películas de tono oscuro, como The Dark Knight, durante un periodo de aumento del coste de la vida y de cansancio electoral en EE. UU. Se programaron menos secuelas, que en general obtuvieron buenos resultados, y sólo se estrenaron cuatro: The Dark Knight, Las crónicas de Narnia: el príncipe Caspian, La momia: la tumba del emperador Dragón e Indiana Jones y el reino de la calavera de cristal. El Reino de la Calavera de Cristal era la única película de la que se esperaba que superara fácilmente los 300 millones de dólares.
Se esperaba que The Dark Knight se vendiera bien gracias a la gran expectación del público, las críticas positivas previas al estreno y el récord de 3,5 millones de dólares en preventas IMAX. Las previsiones situaban su recaudación en el fin de semana de estreno por encima de los 102,1 millones de dólares de Iron Man, pero por debajo del récord de 151,1 millones de dólares de Spider-Man 3 (2007). Según los analistas, su éxito se vería influido por su larga duración, que limitó el número de proyecciones diarias, y por la contraprogramación de la comedia romántica Mamma Mia, que obtuvo buenos resultados entre las mujeres, y la comedia familiar Space Chimps. También se percibía un límite en el éxito financiero de las películas de Batman; la entrega de 1989 siguió siendo el estreno más taquillero de la franquicia. El estreno de The Dark Knight tuvo lugar el 14 de julio, en IMAX, en la ciudad de Nueva York. Se cerró una manzana de Broadway para el evento, que incluyó una interpretación en directo de la partitura de la película a cargo de Howard y Zimmer. Según The Hollywood Reporter, Ledger recibió varias ovaciones y, durante la fiesta posterior, los ejecutivos de Warner Bros. se esforzaron por mantener un equilibrio entre la celebración del éxito de la respuesta y la conmemoración de Ledger.

### Taquilla

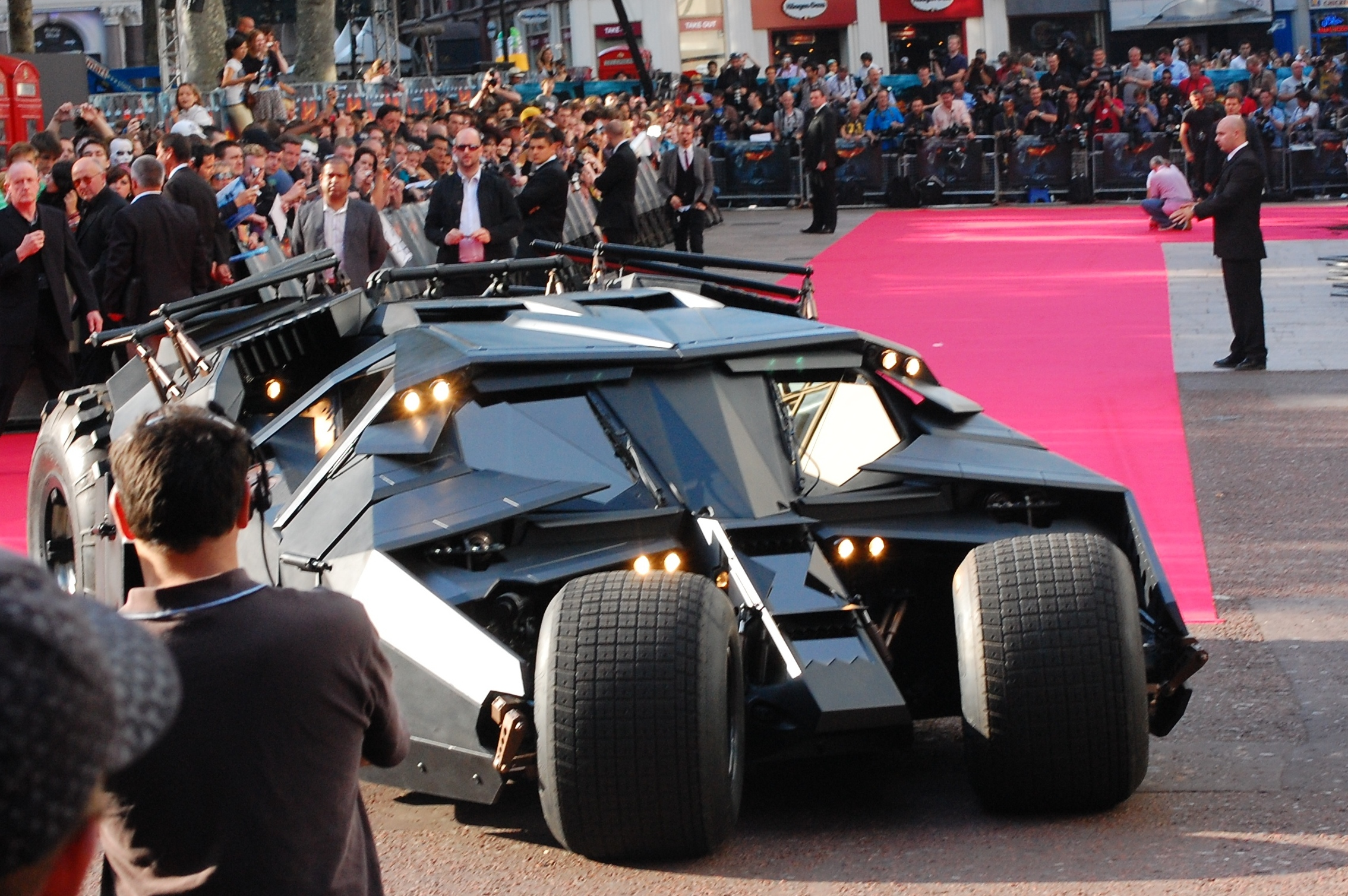
El Tumbler en el estreno europeo de la película en Leicester Square, Londres.

El 18 de julio de 2008, The Dark Knight se estrenó ampliamente en EE. UU. y Canadá en la cifra récord de 4.366 cines en unas 9.200 pantallas. Ganó 158,4 millones de dólares durante el fin de semana, con una media por sala de 36.282 dólares, batiendo el récord de Spider-Man 3 y convirtiéndose en la película número uno por delante de Mamma Mia! (27,8 millones de dólares) y Hancock (14 millones de dólares) en su tercer fin de semana. Además, batió récords de recaudación en un solo día (67,2 millones de dólares el viernes), el domingo (43,6 millones), el estreno a medianoche (18,5 millones de dólares, procedentes de 3.000 proyecciones a medianoche) y el estreno IMAX (6,3 millones de dólares procedentes de unas 94 localidades), así como el segundo sábado más taquillero (47,7 millones) por detrás de Spider-Man 3, y contribuyó al fin de semana más taquillero jamás registrado (253,6 millones). La película se benefició de la repetición de visionados por parte del público más joven y tuvo un amplio atractivo, con un 52% de la audiencia masculina y un número igual de menores de 25 años y de mayores de esa edad.
The Dark Knight batió más récords, entre ellos el de mayor recaudación en la semana de estreno (238,6 millones de dólares), y el de recaudación acumulada en tres, cuatro, cinco, seis, siete, ocho, nueve y diez días, incluyendo el de mayor recaudación el lunes no festivo (24,5 millones de dólares) y el martes no festivo (20,9 millones de dólares), así como el de segunda mayor recaudación el miércoles no festivo (18,4 millones de dólares), por detrás de Transformers (29,1 millones de dólares). Mantuvo el primer puesto en su segundo fin de semana con una recaudación total de 75,2 millones de dólares, por delante de la debutante Step Brothers (31 millones de dólares), lo que la convierte en la más taquillera en un segundo fin de semana. Conservó el número uno en su tercer (42,7 millones de dólares) y cuarto (26,1 millones de dólares) fines de semana, antes de caer al segundo puesto en su quinto, con una recaudación de 16,4 millones de dólares, por detrás de la debutante Tropic Thunder (25,8 millones de dólares). La película se proyectaba en menos de 100 salas cuando fue relanzada en 300 cines a finales de enero de 2009 para aumentar su repercusión durante las nominaciones a la 81.ª edición de los Premios de la Academia. Esto elevó su recaudación total a 533,3 millones de dólares antes de abandonar los cines el 5 de marzo tras 33 semanas, lo que la convirtió en la película de cómics, superhéroes y Batman más taquillera; la película más taquillera de 2008; y la segunda película más taquillera de la historia (sin ajustar a la inflación), por detrás del drama romántico de 1997 Titanic (600,8 millones de dólares).
The Dark Knight se estrenó en Australia y Taiwán el miércoles 16 de julio de 2008, y se estrenó en veinte mercados el fin de semana. Obtuvo unos 40 millones de dólares en total, situándose en segundo lugar tras Hancock (44,8 millones de dólares), que se exhibió en casi cuatro veces más países. The Dark Knight estaba disponible en sesenta y dos países a finales de agosto, aunque Warner Bros. decidió no estrenarla en China, alegando «una serie de condiciones previas al estreno... así como sensibilidades culturales ante algunos elementos de la película». The Dark Knight recaudó unos 469,7 millones de dólares fuera de Estados Unidos y Canadá, siendo sus mayores ingresos en el Reino Unido (89,1 millones), Australia (39,9 millones), Alemania (29,7 millones), Francia (27,5 millones), México (25 millones), Corea del Sur (24,7 millones) y Brasil (20,2 millones). Esto la convierte en la segunda película más taquillera del año, por detrás de Indiana Jones y el reino de la calavera de cristal.
En enero de 2009, la película había recaudado 997 millones de dólares en todo el mundo. Su reedición en vísperas de los Oscar permitió a la película superar los mil millones de dólares en febrero, y finalmente recaudó 1.003 millones de dólares. Fue la primera película de superhéroes en recaudar más de 1.000 millones de dólares, la película más taquillera de 2008 en todo el mundo, la cuarta película en ganar más de 1.000 millones de dólares y la cuarta película más taquillera de su época, por detrás de Pirates of the Caribbean: Dead Man's Chest (1.066 millones de dólares), El Señor de los Anillos: el retorno del Rey (1.119 millones de dólares) y Titanic (1.842 millones de dólares). En septiembre de 2022, las reestrenos habían aumentado su recaudación hasta los 1.006 millones de dólares.

## Recepción

### Respuesta de la crítica

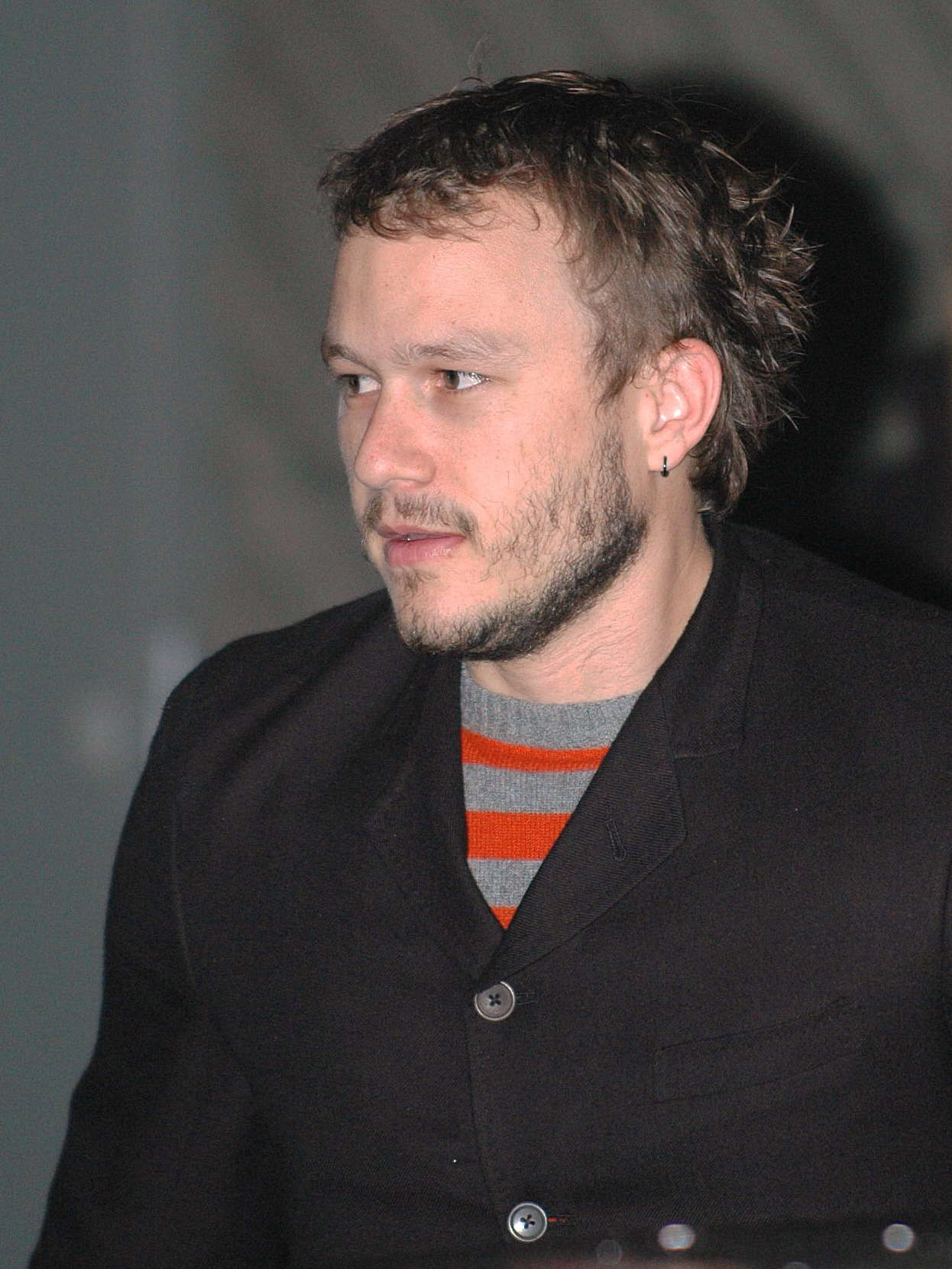
Heath Ledger (en la foto de 2007). Su interpretación fue elogiada por la crítica, aunque a menudo les resultaba difícil ver sus escenas tras su muerte.

The Dark Knight fue aclamada por la crítica. En Rotten Tomatoes, la película cuenta con un 94 % de aprobación de las reseñas agregadas de 347 críticos, con una puntuación media de 8,6/10. El consenso dice; «Oscura, compleja e inolvidable, The Dark Knight triunfa no sólo como una entretenida película de cómic, sino como una saga policíaca ricamente emocionante». En Metacritic la película tiene una puntuación media ponderada de 84 sobre 100 basada en 39 críticos, lo que indica «aclamación universal». El público encuestado por CinemaScore otorgó a la película una nota media de «A» en una escala de A+ a F.
Varias publicaciones calificaron The Dark Knight como la mejor adaptación de un héroe de cómic jamás realizada. Roger Ebert afirmó que, junto con Iron Man, había redefinido el potencial de las películas de superhéroes al combinar los tropos del cómic con acontecimientos del mundo real. Algunos apreciaron su complejo relato moral sobre los efectos del vigilantismo y el terrorismo en la sociedad contemporánea. Emanuel Levy y Manohla Dargis elogiaron la representación de los personajes como poseedores de aspectos positivos y negativos, como los esfuerzos de Batman por acabar con el crimen que provocan consecuencias imprevistas y una mayor respuesta de los delincuentes; Dargis creía que la exploración del caos, el miedo y la muerte por parte de The Dark Knight, tras los atentados del 11 de septiembre de 2001, representaba «que el cine estadounidense ha entrado en una nueva era de ambivalencia en lo que respecta a sus héroes o quizá sólo de superación». Otros criticaron el tono oscuro, lúgubre, intenso y serio como carente de cualquier elemento de diversión o fantasía. David Denby dijo que The Dark Knight era producto de una «época de terror», pero se centró en abrazarlo y desencadenarlo mientras preparaba cínicamente una secuela. Stephanie Zacharek y David Edelstein criticaron la falta de narración visual en favor de la exposición y la dificultad para seguir algunos aspectos de la trama en medio del ritmo rápido y la estridente banda sonora. Se criticó la dirección de acción de Christopher, especialmente durante las escenas de lucha, en las que podía resultar difícil ver las cosas con claridad, aunque el atraco al banco del prólogo fue elogiado como uno de los mejores de la película.
La interpretación de Ledger recibió elogios casi unánimes, con la salvedad de que su muerte hizo que el papel fuera tan esperado como difícil de ver. Dargis, entre otros, describió a Ledger como la realización del Joker de forma tan convincente, intensa y visceral que hacía que el público se olvidara del actor detrás del maquillaje. The Village Voice escribió que la interpretación habría convertido a Ledger en una leyenda aunque hubiera vivido. Otras críticas dijeron que Ledger eclipsó la interpretación de Nicholson con un humor macabro y malevolencia. En general, las críticas coincidieron en que el Joker era el personaje mejor escrito y que Ledger dominaba las escenas de todo el reparto para crear uno de los villanos cinematográficos más fascinantes. Zacharek, sin embargo, lamentó que la actuación no estuviera al servicio de una película mejor.
La acogida de Bale fue desigual; su interpretación se consideró alternativamente «cautivadora» o útil, pero en última instancia poco interesante y socavada por retratar a un personaje inamovible y en general sin cambios que pronuncia el diálogo de Batman en un tono ronco e invariable. La interpretación de Eckhart fue bien recibida en general; la crítica alabó su carismática interpretación de Dent y la posterior transformación del personaje en un «monstruo» triste y amargado, aunque Variety consideró su subtrama la más floja de la película. Stephen Hunter dijo que el personaje de Dent estaba mal escrito y que Eckhart era incapaz de representar el papel como se pretendía. Varios críticos consideraron que Gyllenhaal había mejorado con respecto a Holmes, aunque otros dijeron que les resultaba difícil interesarse por el personaje y que Gyllenhaal, aunque tenía más talento que su predecesora, estaba mal encasillada. Peter Travers alabó la habilidad de Oldman para hacer interesante a un personaje virtuoso y él, entre otros, describió las interpretaciones de Caine y Freeman como «sin esfuerzo». Ebert conjeturó que todo el reparto ofreció interpretaciones «poderosas» que enganchan al público, de tal manera que «nos sorprende lo profundamente que nos afecta el drama».

### Galardones

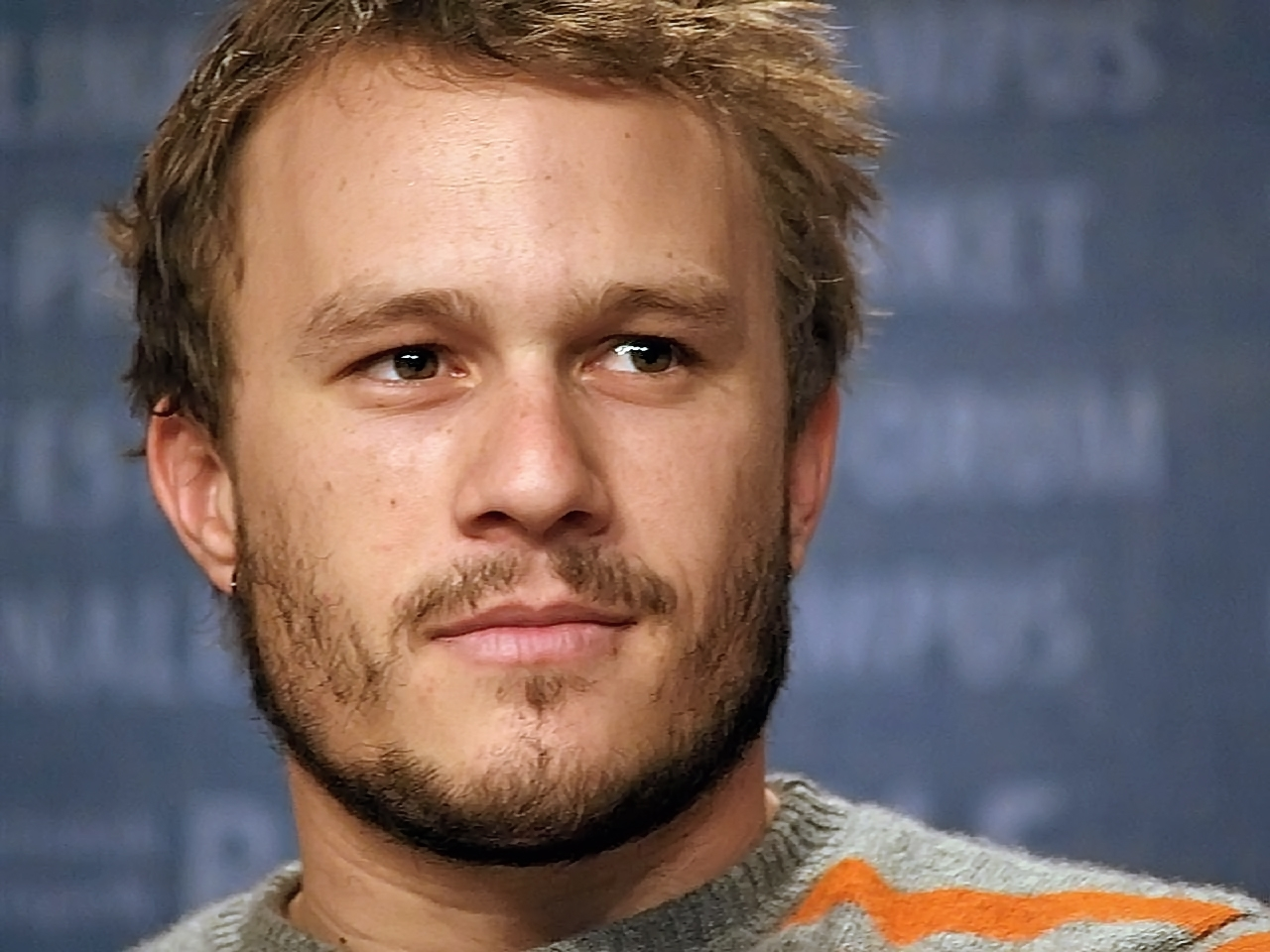
Heath Ledger (2006) recibió el Oscar al mejor actor de reparto, convirtiéndose en el segundo actor en ganar un Oscar póstumo.

The Dark Knight apareció en varias listas de reconocimiento a las mejores películas de 2008, incluidas las elaboradas por Ebert, The Hollywood Reporter y el American Film Institute. En la 13.ª edición de los Satellite Awards, The Dark Knight recibió un premio por Edición o Mezcla de Sonido (Richard King, Lora Hirschberg, Gary Rizzo). Otras cuatro victorias llegaron en la 35.ª edición de los People's Choice Awards: Película favorita, Reparto favorito, Película de acción favorita y Pareja en pantalla favorita (Bale y Ledger), así como Mejor Película de Acción y Mejor Actor Secundario (Ledger) en la 14.ª edición de los Critics' Choice Awards. Howard y Zimmer fueron galardonados con el premio a la mejor banda sonora cinematográfica en la 51.ª edición de los Premios Grammy. Ledger ganó los únicos premios de la película en la 15.ª edición de los Screen Actors Guild Awards, la 62.ª edición de los British Academy Film Awards y la 66.ª edición de los Globos de Oro, como Mejor Actor Secundario. En la 14.ª edición de los premios Empire, The Dark Knight recibió los galardones a la mejor película, al mejor director (Christopher Nolan) y al mejor actor (Bale). Ledger recibió el premio al Mejor Villano en los MTV Movie Awards de 2009, y en la 35.ª edición de los Saturn Awards, The Dark Knight ganó los premios a la mejor película de acción o aventuras, al mejor actor de reparto (Ledger), al mejor guion (Christopher y Jonathan Nolan), a la mejor música (Howard y Zimmer) y a los mejores efectos especiales (Corbould, Nick Davis, Paul J. Franklin, Timothy Webber).
Antes del estreno de The Dark Knight, el discurso de la industria cinematográfica se centraba en la posibilidad de que Ledger obtuviera una nominación al Oscar en la 81.ª edición de los premios de la Academia de 2009, lo que le convertiría en la séptima persona nominada a título póstumo, y en si la decisión se vería influida por su muerte o por su actuación. Las películas de género, como las basadas en cómics, también fueron generalmente ignoradas por los votantes de la Academia. Aun así, Ledger era considerado favorito para hacerse con el galardón gracias a los elogios de los grupos de críticos y a su Globo de Oro póstumo. Ledger ganó el Oscar al Mejor Actor Secundario, convirtiéndose en el segundo intérprete en ganar un premio a título póstumo (después de Peter Finch en 1977), y The Dark Knight en la primera adaptación de un cómic en ganar un premio de interpretación de la Academia. The Dark Knight también ganó un premio al mejor montaje de sonido (King) y recibió seis nominaciones a la mejor dirección artística (Crowley y Peter Lando), mejor fotografía (Pfister), mejor montaje (Smith), mejor maquillaje (Caglione Jr. y O'Sullivan), mejor mezcla de sonido (Hirschberg, Rizzo y Ed Novick) y mejores efectos visuales (Davis, Corbould, Webber y Franklin).
A pesar del éxito de The Dark Knight, algunas publicaciones criticaron y calificaron de «desaire» la ausencia de nominación a la mejor película. La respuesta se consideró la culminación de varios años de críticas a la Academia por ignorar películas de gran éxito y popularidad. La reacción fue tal que, para la 82.ª edición de los Premios de la Academia en 2010, la Academia aumentó el límite de nominados a Mejor Película de cinco a diez, un cambio conocido como «La regla del Dark Knight». Esto permitió nominar a películas más populares pero «respetadas», como District 9, Un sueño posible, Avatar y Up, la primera película de animación nominada en dos décadas. Este cambio se considera el responsable de la primera nominación a Mejor Película de una adaptación de cómic, Black Panther (2018). Aun así, The Hollywood Reporter argumentó que la Academia confundió los llamamientos a reconocer películas de género importantes y que «definen generaciones» con el mero hecho de nominar más películas.

## Otros lanzamientos

### Formato doméstico
The Dark Knight salió a la venta en DVD y Blu-ray en diciembre de 2008. El lanzamiento cuenta con un slipcover box-art que revela una versión «Jokerized» debajo, y contiene featurettes sobre el equipo de Batman, la psicología utilizada en la película, seis episodios del programa de noticias de ficción Gotham Tonight, y una galería de arte conceptual, carteles y tarjetas de Joker. La versión en disco Blu-ray ofrece además elementos interactivos que describen la producción de algunas escenas. Un disco Blu-ray de edición limitada venía con una figura de la Batpod. The Dark Knight vendió tres millones de copias en ambos formatos el día de su lanzamiento en EE. UU., Canadá y el Reino Unido; los discos Blu-ray supusieron entre el 25 y el 30% de las ventas, unas 600 000 unidades. La película se estrenó al principio del formato de disco Blu-ray; se consideró un éxito, batiendo el récord de Iron Man de 250 000 unidades vendidas e indicando que el formato estaba ganando popularidad. En 2011, también se convirtió en la primera película de un gran estudio en estrenarse en alquiler a través de la distribución digital en Facebook. En diciembre de 2017 se puso a la venta una remasterización en resolución 4K, que fue supervisada por Christopher, en un set que contenía un Blu-ray 4K Ultra HD, un disco Blu-ray y una descarga digital, así como características especiales de ediciones anteriores.

### Mercancías y productos derivados

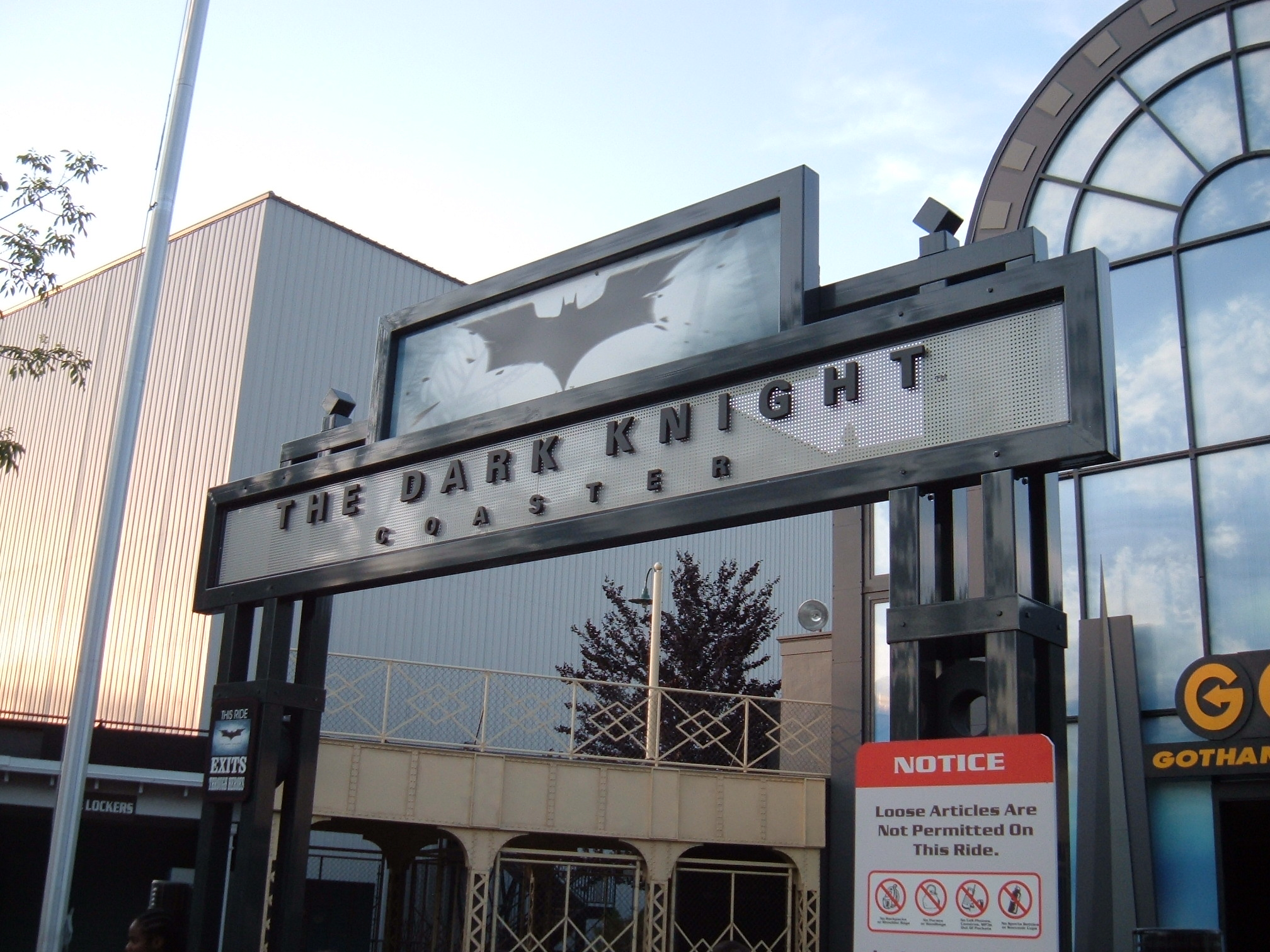
La entrada a The Dark Knight Coaster en Six Flags Great Adventure en Municipio de Jackson (Nueva Jersey).

Entre la mercancía de The Dark Knight se incluyen estatuillas, figuras de acción, modelos de Tumbler y Batpod de radiocontrol, disfraces, conjuntos de Batarangs, una réplica de edición limitada del Lanzagarra, juegos de mesa, rompecabezas, ropa y una edición especial del juego de cartas UNO. En 2008 se publicó una novelización escrita por Dennis O'Neil.
En julio de 2008 se estrenó una película de animación directa a DVD, Batman: Gotham Knight. Producida ejecutivamente por Bruce Timm y Emma Thomas, esposa de Nolan, con Goyer como uno de los guionistas, incluye al veterano actor de doblaje de Batman Kevin Conroy, que vuelve a interpretar su papel. En un principio había interés en que Bale y otros actores de las películas de acción real pusieran voz a sus respectivos personajes, pero no fue posible por conflictos de agenda. Gotham Knight presenta seis viñetas, cada una de ellas animada con un estilo artístico diferente, ambientadas entre los acontecimientos de Batman Begins y The Dark Knight.
Una adaptación a videojuego, Batman: The Dark Knight, se canceló por problemas de desarrollo. The Dark Knight Coaster, una montaña rusa cubierta, se inauguró en mayo de 2008 en Six Flags Great Adventure, en Jackson Township, Nueva Jersey. Con un coste de 7,5 millones de dólares, la atracción, de 370 m de longitud, sitúa a los pasajeros en una imitación de la Estación Central Wayne de Gotham City mientras avanzan por zonas vandalizadas o controladas por el Joker.

## Temática y análisis

### Terrorismo y escalada
Un tema central de The Dark Knight es la escalada, en particular el ascenso del Joker en respuesta al vigilantismo de Batman. La operación justiciera de Batman le dota de equipo militar de alta tecnología contra los delincuentes comunes, y el Joker es la respuesta inevitable y la escalada de anarquía para contrarrestar a Batman. El crítico Siddhant Adlakha consideró al Joker un análogo de países como Irak, Somalia y Líbano, que fueron objetivo de campañas militares estadounidenses y respondieron con una escalada utilizando el terrorismo. Batman también inspira a imitadores, lo que aumenta la anarquía. El profesor de cine Todd McGowan afirma que Batman impone su autoridad a estos imitadores, diciéndoles que se detengan porque no tienen el mismo equipo defensivo que él, reafirmando así la autoridad que se ha dado a sí mismo para actuar como justiciero.
La película ha sido analizada como un análogo de la guerra contra el terrorismo, la campaña militarista que Estados Unidos lanzó tras los atentados del 11 de septiembre. La escena en la que Batman se encuentra entre las ruinas de un edificio destruido, tras haber fracasado en su intento de impedir el complot del Joker, recuerda a la del World Trade Center tras el 11 de septiembre. Según el historiador Stephen Prince, The Dark Knight trata de las consecuencias del abandono de las normas por parte de las autoridades civiles y gubernamentales en la lucha contra el terrorismo. Varias publicaciones criticaron a The Dark Knight por su aparente apoyo a «males necesarios» como la tortura y las entregas extraordinarias. El autor Andrew Klavan dijo que Batman es un doble del entonces presidente de Estados Unidos George W. Bush y justificó la violación de «los límites de los derechos civiles para hacer frente a una emergencia, con la certeza de que [Batman] restablecerá esos límites cuando la emergencia haya pasado». La interpretación de Klavan fue criticada por algunas publicaciones que consideraban The Dark Knight antibelicista, al proponer que la sociedad no debe abandonar el imperio de la ley para combatir la anarquía o arriesgarse a crear las condiciones para una escalada. Esto se ejemplifica en la alianza encubierta formada entre Batman, Dent y Gordon, que conduce a la muerte de Rachel y a la corrupción de Dent. El escritor Benjamin Kerstein afirmó que ambos puntos de vista son válidos, y que «The Dark Knight es un espejo perfecto de la sociedad que la está viendo: una sociedad tan dividida sobre las cuestiones del terror y cómo combatirlo que, por primera vez en décadas, ya no existe una corriente dominante estadounidense».
Batman y Dent recurren a la tortura o a interrogatorios mejorados para detener al Joker, pero éste permanece inmune a sus esfuerzos porque cree firmemente en sus objetivos. Cuando Dent intenta ineficazmente torturar al secuaz del Joker, Batman no condena el acto, sólo se preocupa por la percepción pública si la gente descubre la verdad. Esto transmite el abandono gradual de los principios de los protagonistas cuando se enfrentan a un enemigo extremo. El Joker se reúne con Dent en un hospital para explicarle cómo se toleran las atrocidades esperadas, como la muerte de varios soldados, y los fallos de la sociedad, pero cuando las normas se alteran inesperadamente, la gente entra en pánico y se sume en el caos. Aunque el Joker lleva maquillaje para disfrazarse, no se esconde tras una máscara y es la misma persona con o sin maquillaje. Carece de identidad u origen, lo que representa la incertidumbre, la incógnita y el miedo al terrorismo, aunque no sigue ninguna ideología política. Dent representa la realización del idealismo americano, una persona noble que puede trabajar dentro de los límites de la ley y permitir que Batman se retire, pero el miedo y el caos encarnados por el Joker empañan ese idealismo y corrompen a Dent por completo.
En el acto final de The Dark Knight, Batman emplea una red de vigilancia invasiva cooptando los teléfonos de los ciudadanos de Gotham para localizar al Joker, violando su intimidad. Adlakha describió este acto como una «fantasía militarista», en la que se requiere una importante violación de las libertades civiles por medio de tecnología avanzada para capturar a un peligroso terrorista, reminiscencia de la Patriot Act de 2001. Lucius Fox amenaza con dejar de ayudar a Batman en respuesta, creyendo que ha cruzado un límite ético, y aunque Batman está de acuerdo en que estas violaciones son inaceptables y destruye la tecnología, la película demuestra que no podría haber detenido al Joker a tiempo sin ella.

### Moralidad y ética
The Dark Knight se centra en las batallas morales y éticas a las que se enfrentan los personajes centrales, y en los compromisos que asumen para derrotar al Joker en circunstancias extraordinarias. Roger Ebert dijo que el Joker obliga a cada personaje a tomar decisiones éticas imposibles para poner a prueba los límites de su moralidad. Batman representa el orden frente al caos del Joker y es llevado a su propio límite, pero evita comprometerse por completo. Dent representa la bondad y la esperanza; es el «caballero blanco» de la ciudad que es «puro» de intenciones y puede actuar dentro de la ley. Dent está motivado para hacer el bien porque se identifica a sí mismo como bueno, no por un trauma como Batman, y tiene fe en el sistema legal. Adlakha escribió que Dent está enmarcado como un icono religioso, siendo el lema de su campaña «Creo en Harvey Dent», y su muerte final deja sus brazos abiertos como Jesús en la Cruz. Eckhart describió a Dent como alguien que ama la ley pero se siente constreñido por ella y por su incapacidad para hacer lo que cree correcto porque las normas que debe seguir no se lo permiten. El deseo de Dent de trabajar fuera de la ley se ve en su apoyo al vigilantismo de Batman para lograr lo que él no puede.
La corrupción de Dent sugiere que es un sustituto para aquellos que buscan esperanza, porque es tan falible y susceptible a la oscuridad como cualquier otra persona. Esto puede verse en su uso de una moneda de dos caras para tomar decisiones que implican a otros, eliminando el riesgo del azar al controlar el resultado a su favor, lo que indica que perder no es un resultado aceptable para él. Una vez que Dent experimenta un importante acontecimiento traumático con la pérdida de Rachel y su propia desfiguración, abandona rápidamente su antigua nobleza para buscar su propia forma de justicia. Su moneda está marcada por una cara, introduciendo el riesgo del azar, y se somete a él por completo. Según el profesor de inglés Daniel Boscaljon, Dent no está roto; cree en una forma diferente de justicia en un mundo aparentemente injusto, lanzando una moneda porque es «Imparcial. Sin prejuicios. Justa».
El Joker representa una desviación ideológica; no busca el beneficio personal y provoca el caos porque sí, prendiendo fuego a un enorme montón de dinero para demostrar que «todo arde». A diferencia de Batman, el Joker es el mismo con o sin maquillaje, no tiene identidad que ocultar ni nada que perder. Boscaljon escribió los residentes y criminales creen en una forma de orden y reglas que deben ser obedecidas; el Joker deliberadamente trastorna esta creencia porque no tiene reglas ni limitaciones. El personaje puede considerarse un ejemplo del «Superhombre» de Friedrich Nietzsche, que existe al margen de definiciones como el bien y el mal, y sigue su propia voluntad indomable. La película, sin embargo, deja abierta la opción de descartar sus ideas porque su caos conduce en última instancia a la muerte y la injusticia. Christopher describió al Joker como un mal sin adulterar, y el profesor Charles Bellinger lo consideró una figura satánica que repele a la gente de la bondad y la tienta con cosas de las que supuestamente carece, como obligar a Batman a elegir entre salvar a Dent —que es lo mejor para la ciudad— y a Rachel, que es lo mejor para Wayne. El Joker pretende corromper a Dent para demostrar que cualquiera, incluso los símbolos, puede romperse. En su desesperación, Dent y Batman se ven obligados a cuestionar sus propias limitaciones. Como el Joker le dice a Batman:

Su moral, su código... es una broma de mal gusto. Abandonados a la primera señal de problemas. Son tan buenos como el mundo les permite ser. Verás, te mostraré... cuando las cosas se pongan feas, esta gente civilizada... se comerán unos a otros. Ves, no soy un monstruo... Sólo estoy por delante de la curva.
El Joker, en The Dark Knight

La escena del ferry puede ser vista como la verdadera derrota del Joker, demostrando que está equivocado sobre los residentes volviéndose unos contra otros en un escenario extremo. Según el escritor David Chen, esto demuestra que, individualmente, las personas no pueden manejar responsablemente el poder, pero compartiendo la responsabilidad, hay esperanza de un resultado compasivo. Aunque Batman se atiene a su moral y no mata al Joker, se ve obligado a romper su código empujando a Dent a la muerte para salvar a un inocente. Batman opta por convertirse en un símbolo de la criminalidad asumiendo la culpa de los crímenes de Dent y preservándolo como símbolo del bien, manteniendo la esperanza de los habitantes de Gotham. El crítico David Crow escribió que la verdadera prueba de Batman no es derrotar al Joker, sino salvar a Dent, tarea en la que fracasa. Batman hace su propio sacrificio como Cristo, asumiendo los pecados de Dent para preservar la ciudad.
Aunque The Dark Knight lo presenta como un acto heroico, esta «noble mentira» se utiliza para ocultar y manipular la verdad para lo que una minoría determina que es el bien mayor. McGowan consideró el acto heroico porque el sacrificio de Batman le dejará perseguido y despreciado sin reconocimiento, lo que indica que ha aprendido del Joker que a veces hay que romper las normas establecidas. Según el profesor Martin Fradley, entre otros, la «noble mentira» de Batman y el apoyo de Gordon a la misma es un cínico respaldo al engaño y al totalitarismo. Alfred, el mayordomo de Wayne, también comete una noble mentira, ocultando la elección de Rachel de Dent en lugar de Wayne para evitarle el dolor de su rechazo.

## Legado

### Influencia cultural
The Dark Knight se considera una obra influyente y a menudo imitada que redefinió el género cinematográfico de superhéroes y cómics, y el cine en general. En 2020, la Biblioteca del Congreso de Estados Unidos seleccionó The Dark Knight para ser conservada en el National Film Registry por ser «cultural, histórica o estéticamente significativa».
Antes de The Dark Knight, las películas de superhéroes emulaban fielmente el material original de los cómics, y aunque el género había cosechado éxitos significativos como Superman (1978), Batman (1989), X-Men (2000) y Spider-Man (2002), a menudo se consideraban entretenimiento desechable que no cosechaba demasiado respeto en la industria. Según una retrospectiva de The Hollywood Reporter de 2018, The Dark Knight enseñó a los cineastas que «los personajes de cómic son maleables. Pueden ser terrenales o fantásticos, pueden ser prestigiosos o puro entretenimiento de taquilla, pueden ser oscuros y arenosos o claros, pueden estar centrados en los personajes o llenos de acción, o cualquier variación intermedia».
The Dark Knight se considera un modelo para la película de superhéroes moderna que las producciones intentan emular o contrarrestar deliberadamente. Su éxito financiero, crítico y cultural legitimó el género ante los estudios cinematográficos en un momento en que películas recientes, como Daredevil, Hulk (ambas de 2003), Los Cuatro Fantásticos (2005) y Superman Returns (2006) no habían cumplido las expectativas. El género se convirtió en el centro de las estrategias anuales de los estudios, más que en un proyecto relativamente nicho, y se produjo una oleada de adaptaciones de cómics, en parte por su amplio potencial como franquicia. En 2008, Ebert escribió: «[The Dark Knight], y en menor medida Iron Man, redefinen las posibilidades de la "película de cómic"». The Atlantic escribió que el legado de Iron Man en el lanzamiento del Universo cinematográfico de Marvel (MCU) no podría haberse producido sin el éxito financiero y de crítica de The Dark Knight, que convirtió las adaptaciones de cómics en un objetivo central de los estudios cinematográficos.
El análisis retrospectivo se ha centrado en el modo en que los estudios, deseosos de replicar sus resultados, lanzaron películas de tono oscuro, descarnado y realista, o reinicios de franquicias ya existentes, muchas de las cuales fracasaron crítica o comercialmente. Algunas publicaciones afirman que los estudios se equivocaron al aprender de The Dark Knight, tomando demasiado en serio el material original y confundiendo el tono oscuro y descarnado con la profundidad narrativa y la escritura inteligente. El MCU es visto como una exitosa continuación de lo que hizo de The Dark Knight un éxito, combinando géneros y tonos relevantes para cada película respectiva al tiempo que trata el material de origen con seriedad, a diferencia del Universo extendido de DC, que emuló más de cerca el tono de The Dark Knight pero no logró replicar su éxito.
Directores como Sam Mendes (Skyfall, 2012), Ryan Coogler (Pantera Negra) y David Ayer (Escuadrón Suicida, 2016), la han citado como una influencia en su trabajo, Steven Spielberg la incluyó entre sus películas favoritas y Timothée Chalamet dijo que le inspiró para convertirse en actor. Se ha hecho referencia a la película en diversos medios de comunicación, incluidos programas de televisión como Robot Chicken, South Park y Los Simpson. El presidente de Estados Unidos, Barack Obama, utilizó al Joker para explicar el crecimiento del grupo militar Estado Islámico (EI), diciendo « ... los líderes de las bandas de Gotham se reúnen ... eran matones, pero había una especie de orden ... llega el Joker y prende fuego a toda la ciudad. El [IS] es el Joker». La aparición del Joker se convirtió en un popular disfraz de Halloween y también influyó en el póster del «Joker» de Barack Obama de 2009.

### Evaluaciones retrospectivas
Desde su estreno, The Dark Knight ha sido considerada una de las mejores películas de superhéroes de la historia, entre las mejores películas de la historia, y una de las mejores secuelas. También está considerada entre las mejores películas de la década de 2000, y en una encuesta realizada en 2010 por Metacritic entre treinta y siete críticos sobre las mejores películas de la década, The Dark Knight recibió el octavo mayor número de menciones, apareciendo en 7 listas. En la década de 2010, una encuesta realizada en 2016 por la BBC entre 177 críticos de cine la catalogó como la 33ª mejor película del siglo XXI, y The Guardian la situó en el puesto 98 de su propia lista. En 2020, la revista Empire la nombró la tercera mejor, por detrás de El Señor de los Anillos: la Comunidad del Anillo (2001) y Mad Max: Fury Road (2015). A fecha de 2023, sigue siendo la película de Batman mejor valorada por la crítica según Rotten Tomatoes, y a menudo se la considera la mejor película protagonizada por el personaje.
The Dark Knight sigue siendo popular entre los profesionales de la industria del entretenimiento, incluidos directores, actores, críticos y dobles, y ocupa el puesto 57 en la encuesta de The Hollywood Reporter sobre las mejores películas de la historia, 18.ª en la lista de Time Out de las mejores películas de acción, y en el puesto 96 de la lista de las 100 mejores películas americanas de la BBC. The Dark Knight está incluida en el libro de referencia cinematográfica 1001 películas que hay que ver antes de morir, y los críticos de cine James Berardinelli y Barry Norman la incluyeron en sus listas individuales de las 100 mejores películas de todos los tiempos. En 2012, Total Film la nombró la sexta película más taquillera de los quince años anteriores, y un artículo de Empire de 2020 calificó El caballero oscuro como una de las películas que definieron las tres décadas anteriores. En 2020, Time Out la nombró la septuagésima segunda mejor película de acción de la historia.
El Joker de Ledger está considerado uno de los mejores villanos del cine; varias publicaciones sitúan su interpretación en segundo lugar después de Darth Vader. En 2017, The Hollywood Reporter nombró al Joker de Ledger la segunda mejor interpretación cinematográfica de superhéroes de la historia, por detrás de la de Hugh Jackman como Wolverine, y Collider lo catalogó como el mayor villano del siglo XXI. En 2022, Variety lo catalogó como la mejor interpretación en una película de superhéroes de los 50 años anteriores (Eckhart aparece en el número 22). Entertainment Weekly escribió que no había habido otro villano tan interesante o «perversamente entretenido» como el Joker, y la interpretación de Ledger se consideró tan definitoria que las futuras interpretaciones se compararían con ella. Michael B. Jordan citó al personaje como inspiración para su personaje de Erik Killmonger en Black Panther. La escena del «truco del lápiz», en la que el Joker hace desaparecer un lápiz golpeando la cabeza de un mafioso contra él, se considera una escena icónica y una de las más famosas de la película.
The Dark Knight sigue siendo popular entre el público en las clasificaciones votadas públicamente. Más de 17.000 personas votaron por la película entre las diez mejores de la lista «Best-Shot Film of 1998-2008» de American Cinematographer, y los oyentes de BBC Radio 1 y BBC Radio 1Xtra la nombraron su octava película favorita. Los lectores de Empire la han votado alternativamente la decimoquinta (2008), tercero (2014), y la cuarta mejor película de la historia (2020). The Dark Knight también fue votada como la mejor película de superhéroes por los lectores de Rolling Stone (2014), y como una de las películas favoritas de Nueva Zelanda (2015).

## Secuela
The Dark Knight fue seguida por The Dark Knight Rises (2012), la conclusión de la trilogía del The Dark Knight. En la película, Batman se ve obligado a abandonar su retiro autoimpuesto tras los acontecimientos de The Dark Knight; se alía con Selina Kyle / Catwoman para enfrentarse a Bane, un revolucionario físicamente imponente aliado con la Liga de las Sombras que aparece en Batman Begins. The Dark Knight Rises fue un éxito financiero, superando la recaudación de taquilla de The Dark Knight, y, en general, fue bien recibida por la crítica, pero resultó más divisiva con el público.

## Trabajos citados
- Boscaljon, Daniel (2013). «The Flip Side Of Justice: The Two-faced Spirit Of The Dark Knight». Iowa Journal of Cultural Studies (en inglés) (Iowa City, Iowa: University of Iowa) (14): 44-64. ISSN 2168-569X. OCLC 8255503669. doi:10.17077/2168-569X.1412. ProQuest 1470421526.
- Duncan Jesser, Jody; Pourroy, Janine (2012). The Art and Making of the Dark Knight Trilogy (en inglés). Nueva York: Abrams Books. ISBN 978-1-4197-0369-0. OCLC 755699530.
- Fradley, Martin (2013). «What Do You Believe In? Film Scholarship and the Cultural Politics of the Dark Knight Franchise». Film Quarterly (en inglés) (Berkeley, California: University of California Press) 66 (3): 15-27. JSTOR 10.1525/fq.2013.66.3.15. OCLC 6914368216. doi:10.1525/fq.2013.66.3.15.
- Schneider, Steven Jay (2013). «1990s». 1001 películas que hay que ver antes de morir (en inglés). Boston, Massachusetts: Murdoch Books Pty Limited. ISBN 978-0-7641-6613-6. OCLC 213305397.